# Vicino Oriente antico

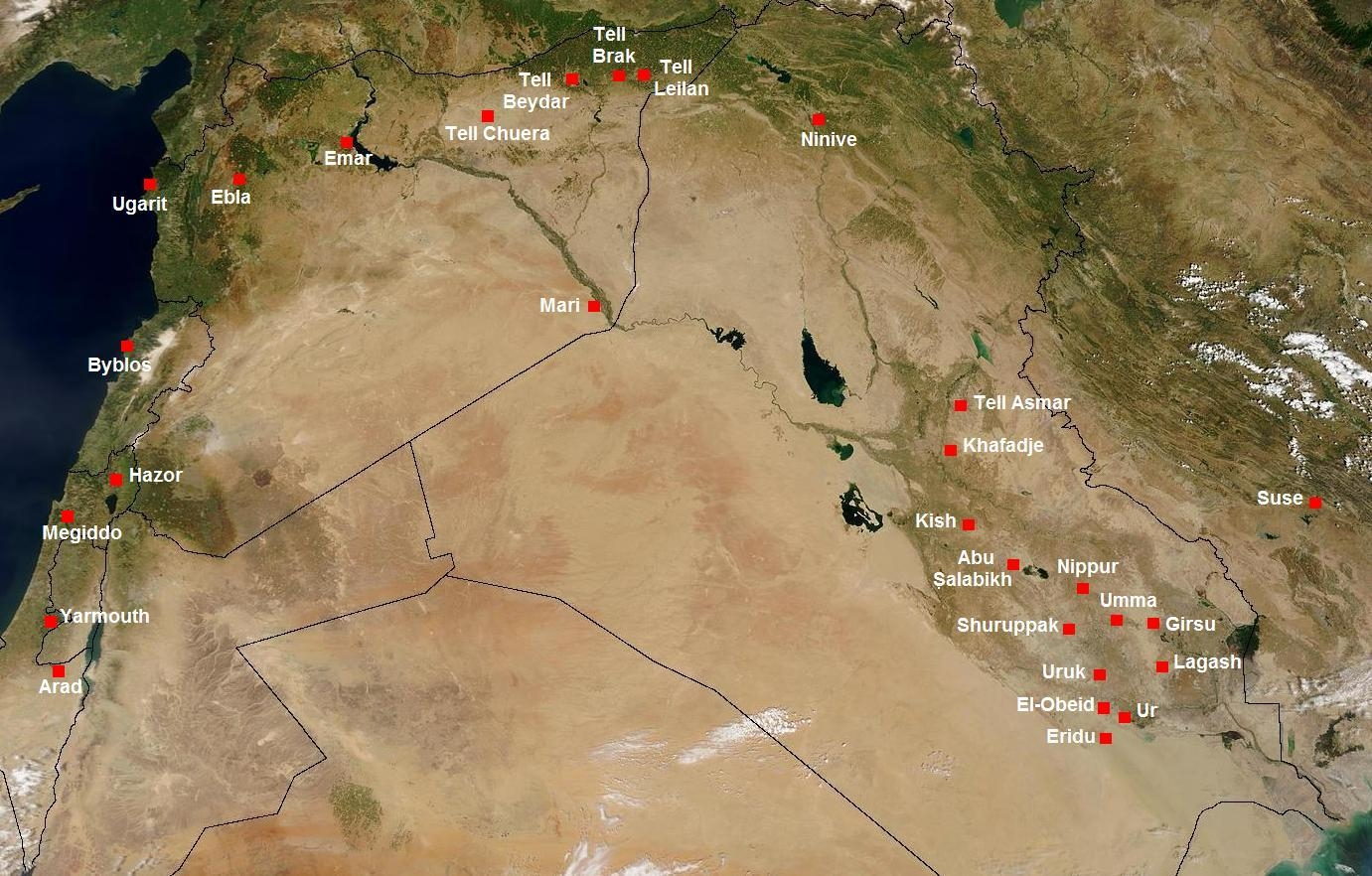
La Mesopotamia protodinastica (III millennio a.C.): i confini indicati sono quelli attuali: al centro l'Iraq; in senso orario, dal basso: Arabia Saudita, Giordania, Israele, Cisgiordania, Libano, Siria, Turchia, Iran.

Il termine Vicino Oriente antico indica quel contesto storico di ambiti culturali e formazioni politiche sviluppatosi nell'ambito della regione chiamata dagli studiosi Vicino Oriente. In questa zona fiorirono importanti civiltà, a cominciare dai Sumeri (IV millennio a.C.). Prima degli scavi archeologici condotti a partire dalla fine del XIX secolo, di molti di quei popoli (oltre ai Sumeri, anche gli Elamiti, gli Hurriti, gli Accadi, gli Amorrei, gli Assiri) si era persa ogni traccia.

## Descrizione
La zona in esame si distingue particolarmente per i precoci fenomeni di sedentarizzazione dei gruppi umani: in un contesto alimentare ancora basato sulla caccia e raccolta si hanno le prime costruzioni di case, in qualche caso su fondamenta di legno, argilla e pietra (come nel caso di Mallaha-Eynan, in Palestina, circa 10.000 anni fa). Della fine del IX millennio a.C. è la cosiddetta "prima città", Gerico (un primato controverso, che spetta forse ad Uruk). Della metà del VII millennio a.C. sono le prime tracce dell'insediamento di Çatalhöyük (nell'attuale Turchia), che rappresenta il sito modello del neolitico della zona. Il Vicino Oriente è il punto di partenza per una trasformazione di lungo periodo, caratterizzata dalla prima rivoluzione agricola e dalla rivoluzione urbana, almeno per quel che riguarda la civiltà occidentale.
Successivamente fu sede di alcune tra le più importanti formazioni statali e grandi imperi del passato (gli anni indicati sono da intendere avanti Cristo): tra questi, nel Bronzo antico il regno di Ebla (2500-2300), l'impero accadico (2350-2200), i Gutei (2200-2120), la Terza dinastia di Ur (2120-2000) nell'età neosumerica; nel Bronzo medio i regni di Isin (2017-1794) e Larsa (2025-1763) nell'età paleo-babilonese, il regno paleo-assiro (1950-1750), re Hammurabi di Babilonia (1792-1750), il regno di Yamkhad (1800-1600), il regno antico-ittita (1650-1550); nel Bronzo tardo i regni di Mitanni (1550-1360) e di Kizzuwatna (1550-1370), i Cassiti (1600-1150), l'impero ittita (1370-1190), il regno medio-assiro (1360-1050), il regno medio-elamico (seconda metà del II millennio); nell'età del ferro la seconda dinastia di Isin (1150-1025) con Nabucodonosor I, gli stati neo-ittiti (1100-720), gli Aramei (1100-720), l'impero assiro (900-615), il regno di Urartu (800-600), la Frigia (750-650), la Lidia (650-550), i Caldei (625-539), la Media (650-550) e, infine, l'impero achemenide (dal 550 in poi).

## Limiti cronologici e geografici
Una cesura cronologica decisiva, che può essere assunta come terminus ad quem dell'età antica vicino-orientale, è la conquista della regione da parte di Alessandro Magno nel IV secolo a.C. Una cesura alternativa che può anch'essa essere presa in considerazione è quella della costituzione dell'Impero persiano (intorno al 500 a.C.). Quali che siano i limiti cronologici adottati, di certo esiste una certa compattezza del periodo 3500-500 a.C., che consiste nella progressiva affermazione del modello urbano e, successivamente, dei modelli templare e palatino, nati dalla necessità di un coordinamento delle gigantesche creazioni infrastrutturali finalizzate al convogliamento delle acque del Tigri e dell'Eufrate.
Il Vicino Oriente, inteso come contesto geografico antico, corrisponde ai seguenti territori: Mesopotamia (moderno Iraq e Siria), Fars ed Elam (nell'Iran occidentale), Armenia, Anatolia (attuale Turchia), Levante (moderna Siria, Libano, Israele, Palestina e Giordania) e Antico Egitto. Questi limiti "areali" sono precisi a ovest (confine del mar Mediterraneo) e a nord-ovest (confine del mar Nero). Confini più sfumati sono quelli a nord (il Caucaso e le steppe dell'Asia centrale), a sud (Deserto Arabico) e a est (altopiano iranico e Golfo Persico).
In generale, la toponomastica del Vicino Oriente non è sempre coerente: il significato dei toponimi, che spesso derivano dalle fonti antiche, tende a slittare nel tempo, talvolta risentendo dell'influenza della terminologia dell'Impero britannico del XIX secolo, quando nacque l'assiriologia. Lo stesso nome "Mesopotamia", un costrutto greco, originariamente indicava la grande ansa dell'Eufrate in Siria, ma è stato poi usato dagli assiriologi per indicare tutta l'area circoscritta dal Tigri e dall'Eufrate.

### Il problema della datazione e il ruolo delle liste reali
Le procedure di datazione della storia antica sono fondamentalmente due:
- una a base archeologica, che cerca di determinare la collocazione cronologica dei reperti a partire dalla datazione dei contesti di rinvenimento.
- una a base storico-culturale, che cerca di mettere in relazione i sistemi di datazione in uso tra le popolazioni oggetto di studio con il dato archeologico e con dei riferimenti assoluti

In entrambi i casi, lo scopo è mettere in relazione contesti ed eventi diversi ("cronologia relativa") e possibilmente ancorare queste sequenze ad un qualche punto fermo, costituito da un evento di cui si conosce la data ("cronologia assoluta"): delle date possono quindi essere "ferme" perché si puntellano tra di loro e stanno in relazione di anteriorità, posteriorità o contemporaneità, ma al contempo "galleggiare" come congiunto, finché non sia possibile saldarle ad uno o più altri eventi che abbiano una relazione stabile e definita con l'oggi.
I sistemi di datazione in uso tra le popolazioni mesopotamiche erano essenzialmente tre:
- l'identificazione dell'anno attraverso il nome di un funzionario eponimo, detto līmu (così in Assiria lungo tutto il corso della sua storia).
- la denominazione di un anno ("nome di anno") con riferimento ad un evento, come ad es.: "l'anno in cui furono costruite le mura nella città x" (sistema in uso nel sud sumerico e poi a Babilonia fino alla metà del II millennio a.C.).
- l'ordinamento degli anni in base alle intronizzazioni dei re (sistema in uso nella Babilonia cassita e anche successivamente).

Il problema delle liste reali (tra cui la Lista reale sumerica, la Lista reale babilonese e la Lista reale assira) è che ci sono giunte incomplete ed inoltre vi si possono incontrare errori, alcuni intenzionali (perché di intento propagandistico).

## Miti storiografici e realtà del Vicino Oriente antico

### Il mito della culla della civiltà

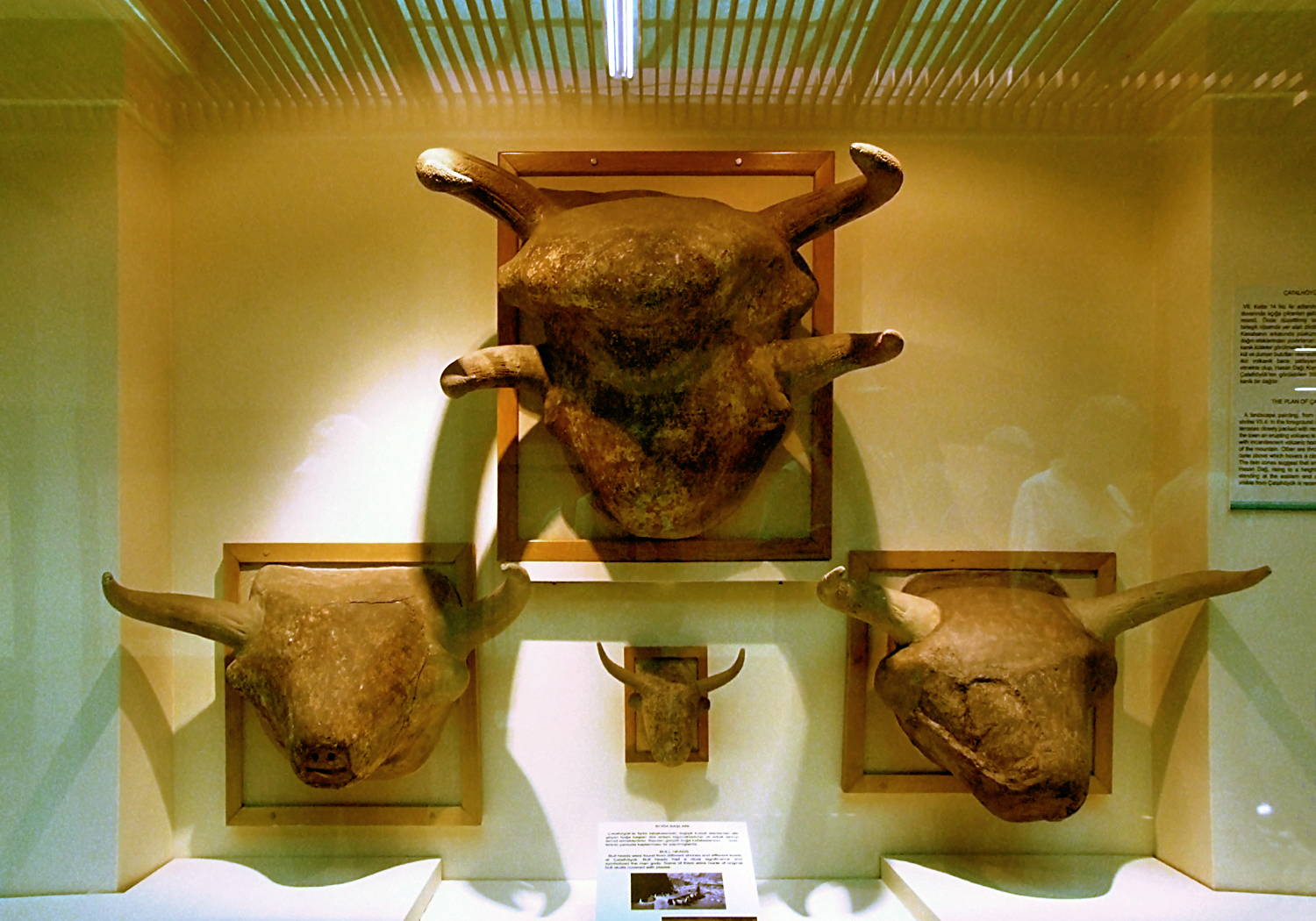
Teste di toro neolitiche a Çatalhöyük, Turchia (Museo della Civilizzazione Anatolica, Ankara)

Il Vicino Oriente antico viene considerato la "culla della civiltà". È in questa zona che sono state trovate le tracce più antiche di pratiche agricole. Fu sempre qui che vennero sviluppati compiutamente il tornio da vasaio e dunque la ruota veicolare e per mulino, i primi governi centralizzati, codici di leggi e imperi. Ancora, fu qui che si sviluppò una stratificazione sociale articolata come mai prima: lo stato di guerra divenne organizzato, in diretto rapporto con l'acquisizione delle fonti materiali di sostentamento. Il progressivo prevalere di un'economia della redistribuzione sulla pratica neolitica della reciprocità (secondo gli schemi di scambio elaborati da Karl Polányi e riadattati da Mario Liverani al contesto antico-orientale) condusse allo sviluppo di un sistema di archiviazione sempre più raffinato, che determinò il primo sistema di scrittura del mondo. Si gettarono anche le fondamenta dell'astronomia e della matematica.

Se è certo che alcuni fenomeni sorsero nel contesto antico-orientale, esiste il pericolo metodologico di supporre una monogenesi, quando la cultura umana ha avuto invece diversi "focolai" che si sono reciprocamente influenzati e ha percorso vie alternative che si sono rivelate in altri momenti in tutta la loro importanza:

Quanto al fenomeno della nascita della città, bisogna dire che l'urbanizzazione ha certamente trovato nella Bassa Mesopotamia il suo "nucleo centrale e precoce", cui peraltro si accostarono ben presto centri di sviluppo alternativi, quali l'Egitto, l'Iran, l'Asia centrale, la valle dell'Indo, il Mar Egeo, l'Arabia meridionale, per non parlare della Cina o del Messico e del Perù, rispetto ai quali è possibile un confronto ma non un collegamento e che hanno certamente caratteri di assoluta originalità rispetto al contesto vicino-orientale.

### Il mito dell'immobilismo tecnologico

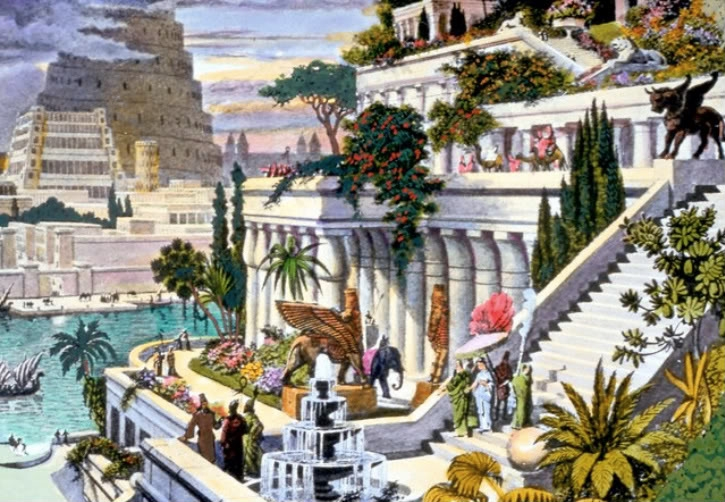
Ricostruzione ottocentesca della Babilonia del VI secolo a.C., con i Giardini pensili e sullo sfondo la Torre di Babele (incisione erroneamente attribuita all'olandese Maarten van Heemskerck)

Se si considera l'ambito tecnologico, la natura di "mito" che avvolge l'antico Oriente si rivela nella contraddizione tra stereotipi: da un lato il Vicino Oriente detiene il primato cronologico dell'invenzione, dall'altro gli si addebita un altrettanto mitico immobilismo.
Il confronto istituito tra progresso culturale in Occidente, da un lato, e immobilismo tecnologico e sapienza occulta in Oriente, dall'altro, è un'impostazione ideologica greco-classica: il miracolo greco rappresenterebbe il punto d'arrivo (sia per continuità che per contrapposizione) dell'iter storico-teleologico che va dalla rivoluzione urbana (che si può dire completata intorno al 3500 a.C.) all'avvento della democrazia ateniese.

### Il mito del dispotismo orientale e dell'opulenza
Il mito del dispotismo orientale deriva dalla lettura greco-classica, nel tentativo di accentuare le differenze rispetto alla democrazia occidentale.
Altrettanto, va sfatato il mito ottocentesco che dipingeva queste civiltà come opulente, fortemente urbanizzate, con città riccamente decorate e alfabetizzazione diffusa: la grande maggioranza degli agglomerati erano solo villaggi sostentati da un'economia agro-pastorale, il 90% (se non più) della popolazione era presumibilmente analfabeta e viveva un'endemica penuria alimentare.

### L'eredità antica
Maggiore margine di oggettività risiede, invece, nella constatazione che la quasi totalità del complesso di animali e piante sfruttati oggi dall'uomo per la produzione di cibi e tessuti (oltre che per il trasporto) fu individuata e selezionata (non sempre volontariamente) proprio nel contesto della rivoluzione neolitica del Vicino Oriente, come accadde per i cereali, i legumi, gli ovini, i caprini, i bovini, la vite, l'ulivo, il cavallo, l'asino, il cammello, il dromedario, la birra. Tale rivoluzione comportò anche lo strutturarsi di organizzazioni familiari e sociali di lunghissima persistenza e di un paesaggio agrario i cui elementi costitutivi restano in vita ancora oggi, come il campo, l'orto, il pozzo, l'aia, il canale.

## Assiriologia
Lo studio del Vicino Oriente antico, in particolare sotto gli aspetti archeologico e filologico, è chiamato "assiriologia". Il nome deriva dal fatto che, alle sue origini (metà del XIX secolo), la disciplina si concentrò inizialmente sulla civiltà assira. Con l'ampliarsi delle conoscenze sulla Mesopotamia e sul Vicino Oriente antico in generale, l'assiriologia estese i propri interessi alla civiltà babilonese e alla civiltà sumera, oltre che a varie altre popolazioni e territori, come la Persia, la Susiana, l'Armenia, l'Asia minore, in contatto con le civiltà principali.

## Geografia

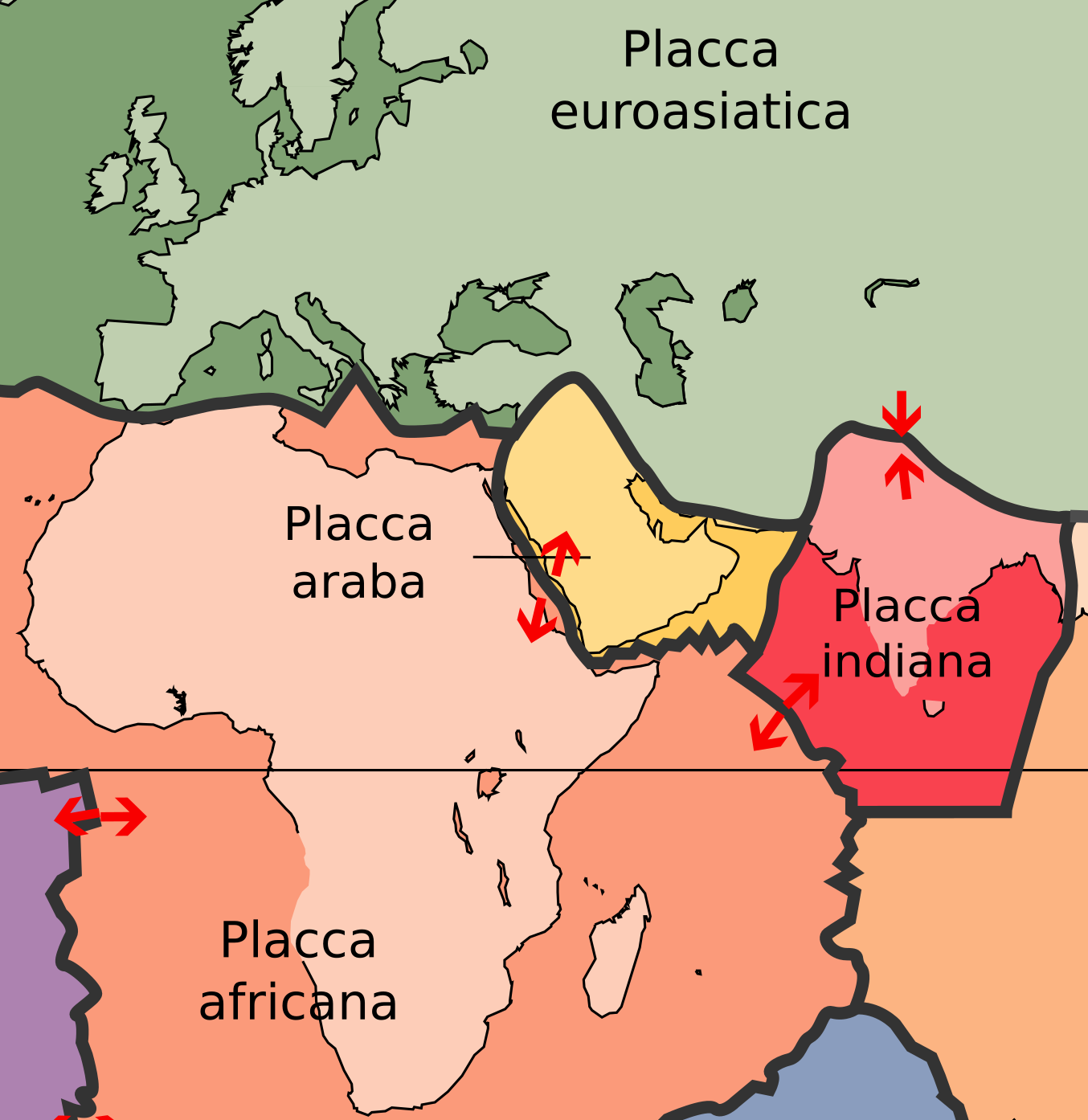
I rapporti tra le tre placche tettoniche che si incontrano nel Vicino Oriente: la placca africana, la placca araba e la placca euroasiatica. Lì dove si incontrano la placca araba e la placca iranica scorrono il Tigri e l'Eufrate.

Geografia del Vicino Oriente e toponimi relativi al periodo dell'Impero di Akkad (fine III millennio a.C.)

Il Vicino Oriente è posto all'incrocio di tre continenti: Asia, Africa ed Europa. La geologia dell'area è determinata dall'incontro di tre placche tettoniche: la placca araba, la placca euroasiatica e la placca africana. La placca araba spinge contro la placca iranica (parte della placca euroasiatica): all'incontro tra le due placche sta una depressione, che corre dal Mar Mediterraneo (per gli antichi, il "Mare Superiore") al Golfo Persico (il "Mare Inferiore"), e lungo questa depressione scorrono i fiumi Tigri ed Eufrate. Al confine tra la placca araba e la placca africana sta una pianura, stretta tra i Monti Nur (Amanus) e le catene del Libano (il Monte Libano e l'Anti-Libano).
Ad esclusione dell'Egitto, la zona considerata misura circa 2000000 km². Quest'area include paesaggi molto diversi tra loro. Dal punto di vista orografico, si va dai 3500/4 000 m s.l.m. dei monti del Tauro, ai 4500 dei monti Zagros (Tauro e Zagros rappresentano i confini nord ed est dell'area: da queste catene sorgono tutti i fiumi dell'area) fino ai 5000 dell'Ararat. La depressione del mar Morto rappresenta invece il punto più basso, con -395 metri rispetto al livello del mare. Il panorama è dunque assai vario, composto da catene montuose, pianure alluvionali, paludi, tavolati aridi, mentre il clima (grosso modo stabilmente attestato sui valori attuali già da 10000 anni) varia da quello del deserto siro-arabico a quello d'alta montagna. Altrettanto arida sarebbe stata la Mesopotamia, senza il Tigri e l'Eufrate.
L'idea di una Mezzaluna fertile non raccoglie che una parte delle caratteristiche di questo contesto storico, risultando infatti assai importante per lo sviluppo umano nella zona anche l'apporto fornito dai contesti geografici pedemontani: fu qui che presero forma quei processi tecnologici che si sarebbero compiutamente sviluppati nella Bassa Mesopotamia. Questi "bacini vallivi" costituiscono una riproduzione in piccolo delle caratteristiche fondamentali che si trovano nella Mezzaluna fertile e rappresentano una discontinuità simile a quella che, per converso, rappresentano i wadi nei tavolati aridi o, ancora, i rilievi minori e le frange desertiche tra le terre irrigue. "La discontinuità ambientale è un tratto strutturale del Vicino Oriente". Nel complesso, dunque, l'intera area del Vicino Oriente è caratterizzata dalla presenza di "nicchie ecologiche" di diversissima natura, spesso prossime l'una all'altra, e capaci di offrire risorse molto diverse (pesce e canne dalle paludi, mangime per le pecore dalle steppe settentrionali ecc.).
L'interpretazione che dello spazio diedero gli antichi abitanti della regione fu via via sempre più orientato all'identificazione di uno "spazio centrale", civile e articolato, dove più si concentrano la popolazione e le attività umane, man mano che si andava affermando il modello palatino-templare. Il materiale cartografico antico-orientale, sviluppato anch'esso su tavolette d'argilla, riflette questo schematismo del noi/loro, del centro civile e della periferia "barbara". Il mondo è pensato come un imbuto: al centro il tempio e il palazzo, verso cui convergono le materie prime dalla periferia.
Sempre a partire dalla fase neolitica, si può osservare un'intensa attività di disboscamento da parte degli antichi, con il consueto obbiettivo di aprire spazi per l'agricoltura e per i pascoli. Anche la macchia arbustiva viene coinvolta in questa umanizzazione del paesaggio. Durante l'età del bronzo si passò a intaccare boschi di alto fusto, collocati in alta montagna: a ciò spinsero le esigenze di un'urbanizzazione sempre più articolata. Nella successiva età del ferro, il disboscamento coinvolse sempre maggiori spazi, tanto montani che collinari, provocando effetti ormai irreversibili di dilavamento del suolo ed esposizione delle rocce.

### Il ruolo del Tigri e dell'Eufrate

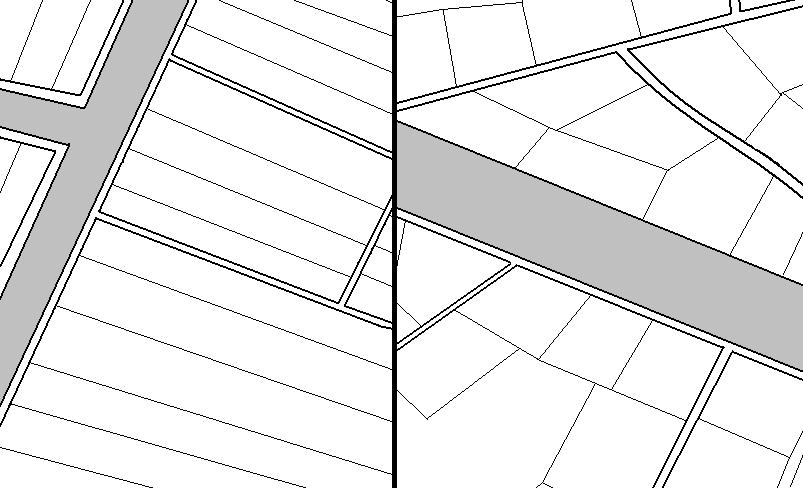
Rappresentazione ipotetica del campo coltivato lungo il fiume in Bassa Mesopotamia secondo Mario Liverani: a sinistra il campo sumero, con la caratteristica forma "a pettine" (per diminuire al massimo le virate dell'apin) e il lato corto (coltivato più intensamente) sulla riva; a destra il campo accadico

Dall'area delle odierne Ramadi e Samarra (ad un centinaio di chilometri, rispettivamente a ovest e a nord-nord-ovest, da Baghdad), andando verso sud fino a Ur (nei pressi della moderna Nassiria), dove si trovava l'antica linea di costa del Mare Inferiore (Golfo Persico), la Mesopotamia era ed è una piatta pianura alluvionale. Ancora oggi, tra Baghdad e Shatt al-'Arab (alla confluenza del Tigri con l'Eufrate) c'è uno scarto di altitudine di appena 30 metri. Ne consegue che l'andatura dei due fiumi è estremamente lenta, con consistenti depositi di limo (uno strato di detriti fangosi assai fertile); i letti dei due fiumi, inoltre, risultano sopraelevati rispetto alla linea di terra e frequenti erano le esondazioni. Le temperature medie erano e sono alte, le precipitazioni scarse. Solo una vasta e articolata rete di canali poteva trasformare i rischi legati alle caratteristiche dei due fiumi in un'opportunità: l'invenzione dell'agricoltura irrigua permise alle popolazioni mesopotamiche di sfruttare quell'abbondanza di acqua e di rendere l'area capace di supportare una fitta popolazione.
Il ruolo dei grandi fiumi per lo sviluppo iniziale dell'agricoltura (e quindi della sedentarizzazione e delle prime città) è sempre stato riconosciuto; le periodiche alluvioni determinavano la sedimentazione del limo: la costruzione di argini solidi e di dighe permetteva un utilizzo ottimale del limo e stoccaggio dell'acqua per i periodi di siccità. Questa sistemazione dell'ambiente permetteva rapporti tra semina e raccolta assai più soddisfacenti che altrove. Le civiltà mesopotamiche, così come quelle d'Egitto, India e Cina, sono dette "idrauliche" proprio perché fu l'agricoltura irrigua (ben distinta da quella detta "pluviale", affidata alle precipitazioni) a gettarne le basi. In Mesopotamia, le operazioni di drenaggio e incanalamento si svolsero inizialmente a isole sempre più estese, ma non mancarono momenti di collasso del sistema, che significò un ritorno di molte zone allo stato di acquitrino, mentre la coltura intensiva comportò in diversi casi la salinizzazione del suolo.

#### Altri fiumi

Mappa schematica del sistema fluviale della Mesopotamia

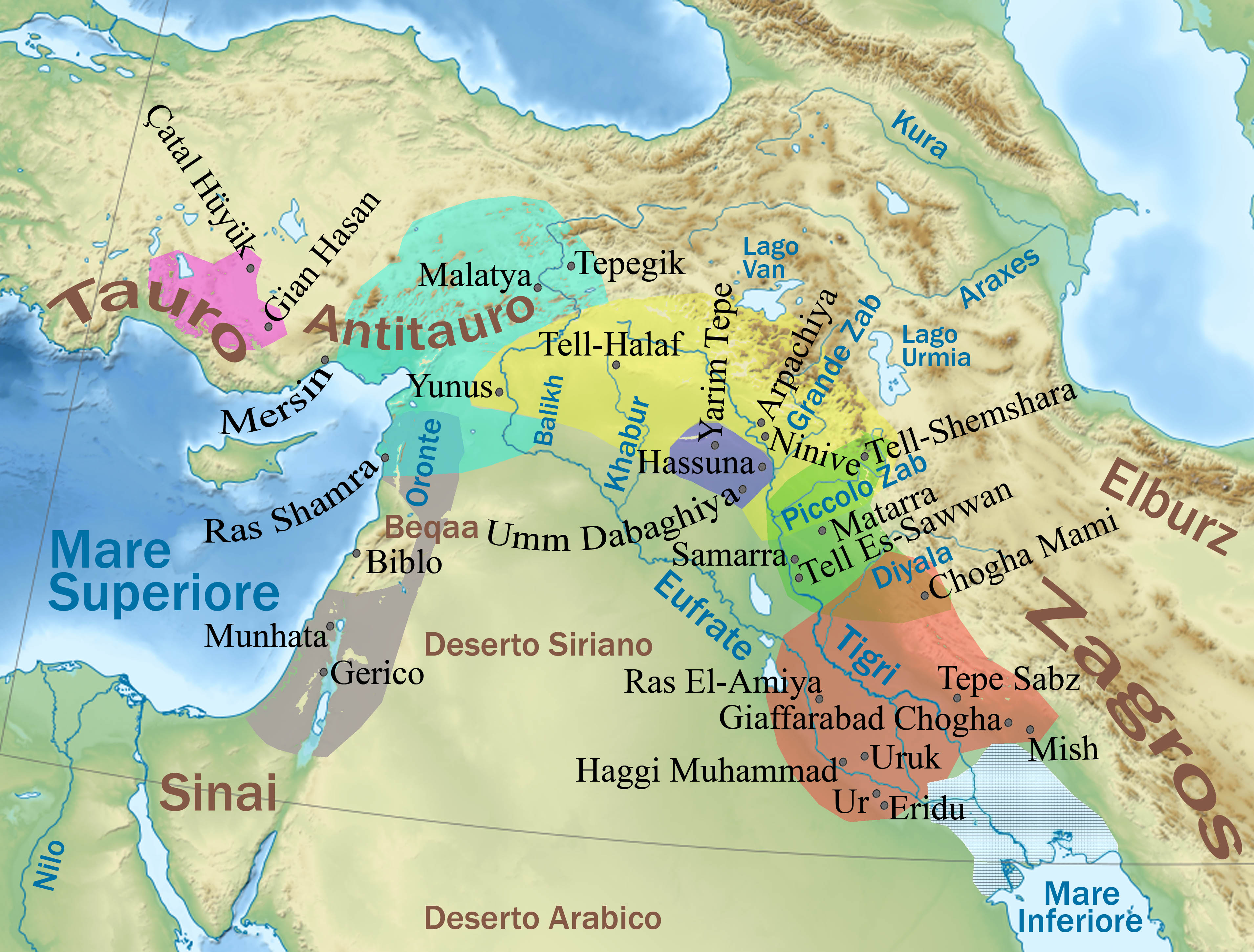
Culture ceramiche del Vicino Oriente nel medio Halaf (5200-4500 a.C.)

Oltre al Tigri e all'Eufrate, vi sono nel Vicino Oriente altri fiumi, per lo più tributari dei due fiumi maggiori.
- Tributari dell'Eufrate (da nord a sud, tutti affluenti di sinistra):
  - Balikh
  - Grande Khabur
- Tributari del Tigri (da nord a sud, tutti affluenti di sinistra):
  - Piccolo Khabur
  - Grande Zab
  - Piccolo Zab
  - Diyala
  - Kerkheh

C'è poi il Karun, che sfocia nell'Arvand Rud (o Shatt al-'Arab), il fiume formato dalla confluenza del Tigri con l'Eufrate. Il Sajur, un terzo affluente dell'Eufrate, il minore, è l'unico di destra.
In Palestina scorre il Giordano. In Libano l'Oronte. In Anatolia il fiume Halys.

### Il nord e il sud
Esiste, come accennato, una distinzione fondamentale tra l'alluvio, da un lato, e l'Alta Mesopotamia (il cosiddetto "paese alto", sopra il Khabur) e la Siro-Palestina dall'altro. Mentre a sud l'agricoltura è irrigua, al nord essa è "secca", cioè dipendente dalle precipitazioni. I rapporti tra raccolto e semente relativi al rendimento dei terreni sono assai diversi: anche 30:1 per il sud, 5:1 o meno al nord (come nella Ebla di metà del III millennio a.C.). Già in epoca Ubaid era visibile un sistema interregionale basato sul rapporto fra due territori ben distinti:
- un territorio meridionale, caratterizzato da agricoltura irrigua, peso demografico, potere spersonalizzato e centralizzato nel polo templare-palatino, consumo di birra e olio di palma;
- un territorio periferico, ricco di metalli e pietre dure (assenti nella Bassa Mesopotamia) e caratterizzato da un potere personale, di marca gentilizia e maggiormente pluralista, e dove si consumano vino e olio d'oliva (come in Siria).

## Demografia

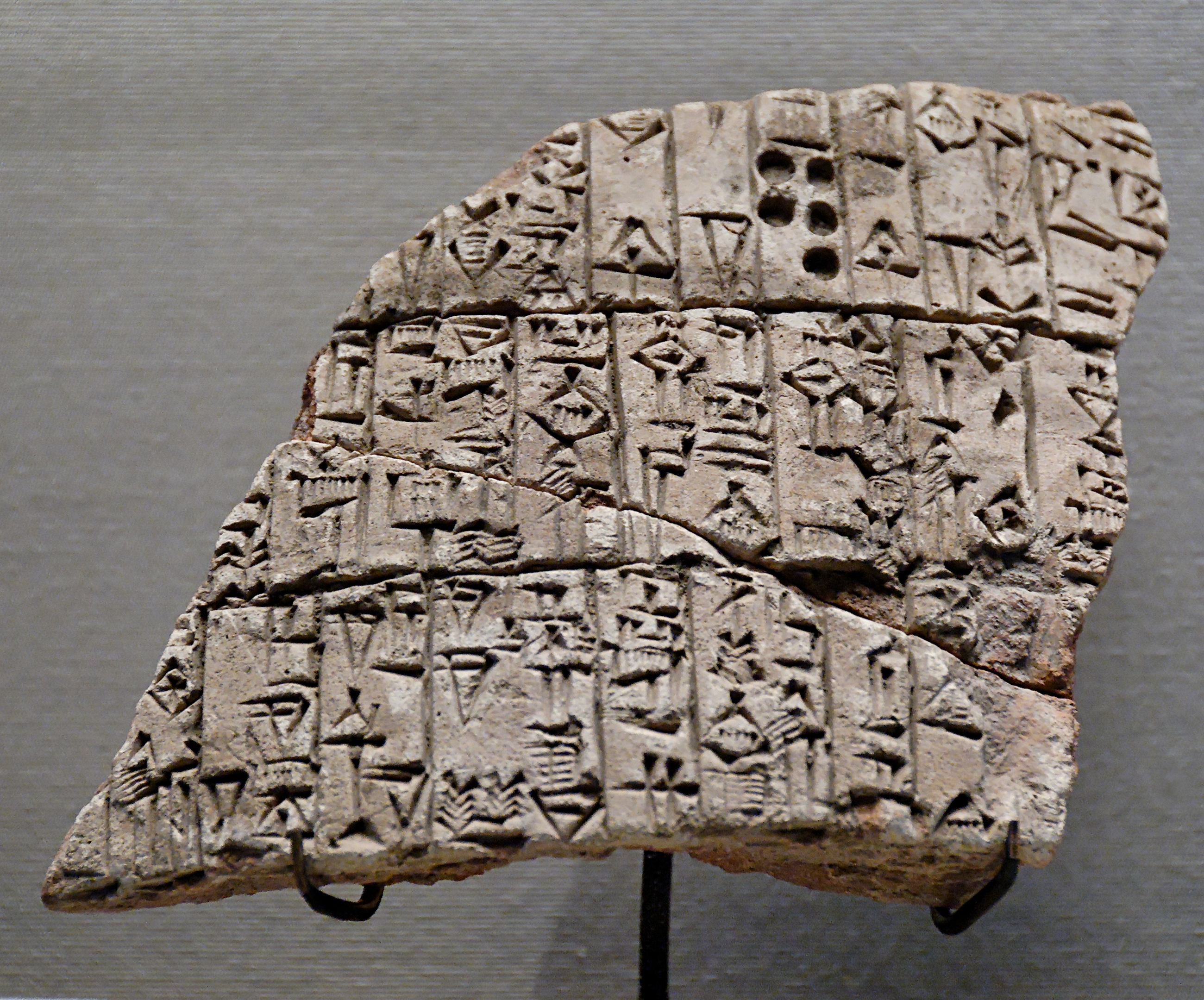
Frammento in terracotta di iscrizione cuneiforme di Urukagina, ensi di Lagash (ca. 2350 a.C.), scoperta a Tello (antica Girsu)

### Discontinuità del paesaggio e del popolamento
La distribuzione delle genti nel Vicino Oriente è stata sempre discontinua, a motivo della grandissima varietà di paesaggi presenti nel contesto considerato. Tale discontinuità era nei tempi antichi anche maggiore di quella attuale. Sono due le zone di fondamentale addensamento demografico: le pianure alluvionali e le nicchie intermontane. Solo in alcune fasi storiche vengono occupate le zone collinari e di tavolato, mentre si rifuggì sempre dalle montagne boscose e dalla steppa, dedicando a queste zone piuttosto una frequentazione periodica. L'alluvio stesso è abitato in modo assai irregolare, nella misura in cui è bonificato e coltivabile: vi sono zone drenate e irrigate, abitate o anche urbanizzate, ma il grosso del territorio poté rimanere anche a lungo inutilizzato o, secondo i momenti, sovrasfruttato.

### Modelli di sviluppo
La pressione antropica non è mai tale da pesare eccessivamente sull'ambiente: l'estensione del terreno coltivabile è grande in rapporto alla densità demografica che vi insiste. Ma le caratteristiche del paesaggio alluvionale fanno sì che solo una accorta e complessa gestione dell'acqua possa rendere la terra effettivamente sfruttabile: tocca quindi al lavoro umano rendere sfruttabile il territorio. Vi è dunque un condizionamento reciproco tra i tre elementi: terra, acqua, lavoro. Nella dinamica tra opere infrastrutturali e demografia, nessuno dei due aspetti può effettuare balzi in avanti che prescindano dall'altro.
Le crisi demografiche sono spesso prodotte da fattori strutturali: calamità naturali, come epidemie, terremoti, inondazioni, periodi di siccità, incendi. A questi fattori si aggiungono quelli più precipuamente umani: un fattore quantitativo, per cui comunità minute possono essere spazzate via da un fattore strutturale, mentre comunità più corpose sono maggiormente al riparo da questo pericolo, essendo in grado di assorbire meglio le perdite, ma devono d'altro canto strutturarsi in modi più complessi, esponendosi in tal modo a collassi verticali.
Esiste poi un fattore strategico: vi sono almeno due modelli fondamentali di crescita. Il primo modello è più lento ed è tipico delle comunità agro-pastorali più minute (stanziali o transumanti): prende a riferimento la conservazione dell'esistente, rinuncia a progetti di sviluppo arditi, conserva intatte le risorse dell'agricoltura e dell'allevamento. Il secondo modello è tipico dei centri urbani, dove vengono accentrate le eccedenze di cibo: diversifica la produzione, sfrutta al massimo le risorse (assottigliando le greggi e coltivando insistentemente, fino alla salinizzazione dei terreni), investe su professionalità non direttamente legate alla produzione di cibo (come l'artigianato specializzato). È a questo modello, com'è ovvio, che si devono le più vistose realizzazioni dell'epoca: i templi, i palazzi, l'artigianato in bronzo e ferro, le stele, gli archivi, le cinte murarie, le infrastrutture di canalizzazione del Tigri e dell'Eufrate. La guerra è anch'essa prerogativa di questo secondo modello.

### Aspettativa di vita e mortalità infantile

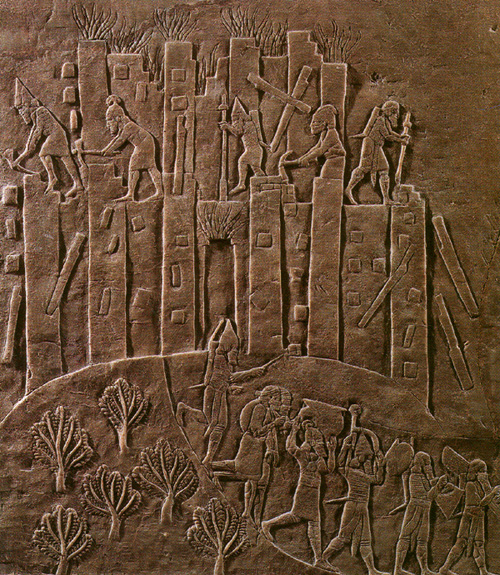
Bassorilievo che ricorda trionfalmente il sacco di Hamanu (Elam) da parte del re assiro Assurbanipal (647 a.C.)

I picchi di sviluppo che il modello accelerato di crescita è riuscito a realizzare sono spesso sopravvalutati in quanto sovradocumentati rispetto al modello lento, che, di fatto, detta i tempi dello sviluppo "normale". Tale sviluppo "medio" ha ritmi quasi impercettibili: la mortalità infantile quasi annulla la forte natalità. L'aspettativa di vita viaggia tra i 25 e i 30 anni: perché vi sia sviluppo demografico, una coppia deve riuscire in questo tempo a generare un numero di figli che, tolto chi muore in età non adatte alla produzione, sia almeno pari a 3. Nell'area egeo-anatolica, ad esempio, l'età media dei maschi resta intorno ai 33 anni dal Paleolitico superiore (30.000 anni fa) al Bronzo antico (3.000 a.C.); quella femminile resta sotto i 30 anni fino al Bronzo tardo (1.500 a.C.), con un crollo nel Mesolitico (9.000 a.C.), dove giunge ai 24,9 anni. Ciascuna donna partorisce mediamente 4 o 5 volte, almeno fino al Tardo Bronzo, mentre la media successiva (fino al periodo ellenistico) è intorno a 3,8. La mortalità infantile è in media di 2,5 soggetti per donna fino al Bronzo medio: la media successiva (sempre fino al periodo ellenistico) si abbassa (2,05). In definitiva, nella zona egeo-anatolica in esame, nel periodo che va dal Paleolitico superiore al periodo ellenistico, i sopravvissuti sono 2,13 per donna, il che significa che l'entità del popolamento resta pressoché immutata per circa 30.000 anni. «La risposta sociale è quella di abbassare al massimo l'età matrimoniale delle donne».
Ruolo importante in questa elevata mortalità hanno le malattie gastroenteriche (l'acqua che si beve proviene da pozzi o direttamente dai fiumi) e la malnutrizione, oltre ad una vita in genere precaria, che permette agli uomini antichi di lavorare a ritmi di modesta entità se paragonati a quelli odierni.

### Mobilità dei popoli
Il Vicino Oriente antico è caratterizzato dalla permeabilità dei suoi confini. Confini naturali, come il mare, le montagne e i deserti, potevano essere attraversati spesso solo con l'ausilio di specifiche tecnologie. I monti Zagros e il Tauro rappresentarono sempre dei confini pressoché invalicabili, se non per strette valli, rendendo impossibile l'espansione militare anche ad armate potenti come quelle assire. Le montagne del Levante permettevano solo uno stretto passaggio tra la Siria e l'Egitto.
Il Mediterraneo (detto allora "Mare Superiore") e il Golfo Persico (o "Mare Inferiore") rappresentavano altrettanti confini naturali, ma di natura diversa, permettendo, attraverso la navigazione, di accedere ad aree anche molto distanti. Fin dal V millennio a.C., le popolazioni mesopotamiche furono in grado di salpare dalle paludi meridionali e seguire le coste del Mare Inferiore. Nel IV millennio, furono forse in grado di raggiungere l'Egitto, circumnavigando la Penisola arabica. Tra il III millennio e l'inizio del II, i contatti con le popolazioni della valle dell'Indo furono sempre più consistenti. La costa sul Mare Superiore presentava una situazione più complessa: pochi porti disponibili e nessuno più a sud di Giaffa. Alla fine del III millennio, popolazioni egee furono però in grado di raggiungere le coste siro-palestinesi e nella seconda metà del II millennio si moltiplicarono i viaggi dei Mesopotamici da quel lato. Intorno al 1200, l'evoluzione di tecniche nautiche permise di esplorare l'intero Mediterraneo e nel I millennio i Fenici poterono fondare colonie fino in Spagna e sulla costa atlantica del Nord Africa.
Il deserto siro-arabico rappresentò per lungo tempo il confine meno facilmente valicabile. Anche quando, intorno all'anno 1000, cammelli e dromedari (già utilizzati nell'età del bronzo, ma solo marginalmente) furono domesticati sistematicamente, l'attraversamento del deserto rimase poco frequente: in particolare, gli eserciti che volessero raggiungere la Mesopotamia dall'Egitto (o viceversa) erano comunque costretti a fare un lungo giro a nord, passando dalla Siria settentrionale.
La permeabilità dei confini permise alle popolazioni dell'area di esplorare ciò che stava all'esterno, ma anche a popolazioni esterne di penetrarla. La posizione del Vicino Oriente all'incrocio di diversi continenti ha determinato lo sviluppo di varie "rivoluzioni" (tecnologiche e sociali oltre che politiche). Questa stessa permeabilità, e la mobilità dei popoli ad essa connessa, rende peraltro difficile verificare la provenienza di tutte queste diverse genti (europee, africane ed asiatiche). Prendendo ad esempio gli Ittiti, il fatto che la loro lingua fosse indoeuropea suggerirebbe che essi siano originari di un'area a nord dell'India e che siano arrivati in Anatolia all'inizio del II millennio. È però altrettanto probabile che parlanti indoeuropei risiedessero in quell'area fin da epoca preistorica e che all'inizio del II millennio siano semplicemente entrati nel faro delle fonti. Lo stesso si può dire di altre popolazioni (i Sumeri, i Hurriti, i Popoli del Mare, gli Israeliti), che passate interpretazioni storiografiche legavano a processi di migrazione di massa.
La stabilità del popolamento sembra presupporre che esso si sia sviluppato in questa zona già molto prima del periodo considerato. La storiografia ottocentesca faceva gran conto di invasioni e migrazioni di popolazioni di altri tipi antropologici, ma oggi si tende a credere che, in realtà, questi fenomeni siano stati assai meno significativi, poco influenti sul patrimonio genetico e facilmente assorbiti dal tipo antropologico fondamentale. L'efficacia delle migrazioni va vista, piuttosto, in chiave culturale e non genetica: a spostarsi furono più spesso le élite politiche, militari e religiose. Questi gruppi, pur influenti sul piano decisionale, non giocarono evidentemente alcun ruolo sul piano genetico, in ragione della loro impercettibilità in rapporto alle masse agro-pastorali.

## Geografia linguistica

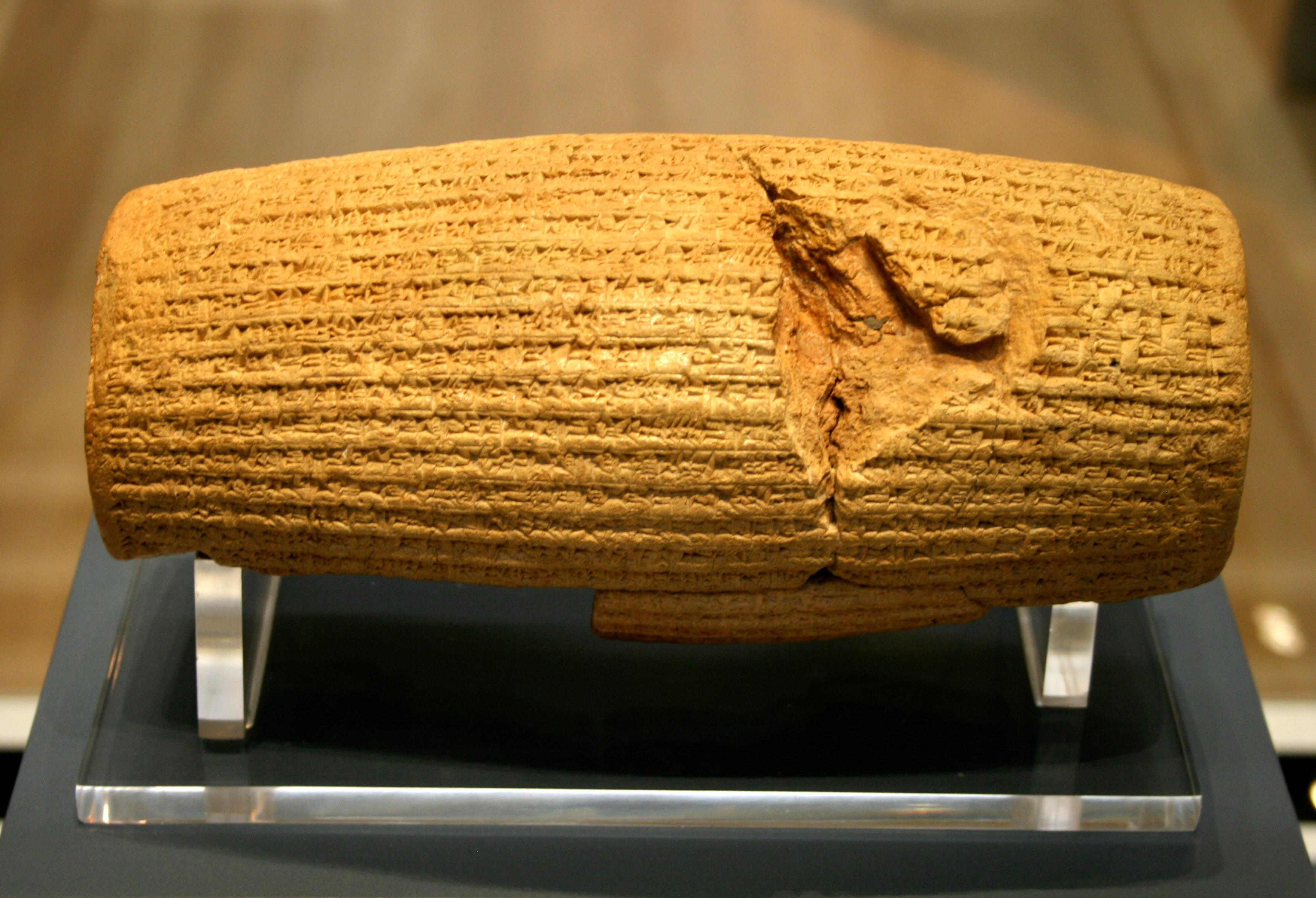
Il cilindro di Ciro, reperto in terracotta inciso con scrittura cuneiforme in lingua accadica (VI secolo a.C.)

Nel Vicino Oriente antico, lungo tutte le fasi storiche, moltissime sono state le lingue in uso, spesso a stretto contatto. Alcune lingue non sono mai state registrate in forma scritta e spesso ci restano solo antroponimi. La scrittura cuneiforme, fin dalle sue origini sumere e fino a pochi secoli prima di Cristo, ha rappresentato il sistema di scrittura prevalente, finché non fu soppiantato dall'alfabeto (fenicio prima e greco poi).
Le lingue di cui abbiamo maggiori registrazioni scritte sono il sumero e l'accadico. Il sumero, lingua isolata, fu parlato nel III millennio nel sud della Mesopotamia, ma all'inizio del II millennio il suo uso era confinato a scopi burocratici e cultuali, e non è chiaro quando si sia estinta. L'accadico era una lingua semitica orientale e fu parlata dalla metà del III millennio fino alla fine del I millennio a.C. L'assiro e il babilonese erano i suoi dialetti principali. L'accadico parlato ai tempi delle dinastie di Akkad e di Ur III è indicato come "antico accadico", ma si parla anche di un "proto-accadico" per periodi ancora precedenti, in cui però le tracce semitiche sono difficili da individuare.
Alla metà del III millennio a.C. altri dialetti semitici vengono registrati in cuneiforme, tra cui l'eblaita, che aveva legami con le lingue semitiche occidentali, ma anche con il babilonese coevo. Un'altra lingua semitica occidentale molto diffusa fin dall'inizio del II millennio a.C. era l'amorreo, conosciuto però quasi solo attraverso gli antroponimi, com'è il caso dell'aramaico arcaico, diffusosi ampiamente intorno al I millennio a.C. Rarissimi sono i testi in aramaico pervenutici in cuneiforme: esso veniva scritto soprattutto in scrittura alfabetica e comunque su supporti più deperibili rispetto alle tavolette d'argilla.
Nel II millennio, gli Ittiti dell'Anatolia fecero uso di diverse lingue, molte delle quali furono registrate in cuneiforme. Tra queste, l'ittita, una lingua indoeuropea, e lo hurrita, parlato nella Siria settentrionale dalla metà del III millennio fino alla fine del II millennio. Allo hurrita era collegato l'urarteo, parlato nell'Anatolia orientale nel I millennio.
Ad est, l'elamico, non imparentato con le altre lingue del Vicino Oriente, fu utilizzato e registrato in forma scritta tra il III e il I millennio a.C. nell'Iran sud-occidentale. L'accadico talvolta giunse a sostituirsi all'elamico come lingua dell'amministrazione. Nel V secolo a.C., l'elamico era ancora utilizzato dai Persiani, i quali peraltro usavano l'antico persiano, scritto in una sorta di cuneiforme semplificato.
Fin dall'apparizione di documentazione scritta, nella parte concava della Mezzaluna Fertile sono rintracciabili popolazioni semitiche. Vi rimarranno sempre, mantenendosi fino all'epoca contemporanea nelle zone pedemontane della catena del Tauro e dello Zagros. Pur mantenendo il confine che lo separa tuttora dalle popolazioni arabofone, anatoliche e iraniche, il comparto semitico sperimentò un'evoluzione linguistico-dialettale: lo strato più antico è quello eblaita (la lingua attestata dall'archivio reale di Ebla), cui segue quello paleo-accadico (un "serbatoio" semitico collocato approssimativamente a est) e le successive ondate amorree (i Martu, che provengono invece dall'ovest), aramaiche (dagli attuali Libano e Siria), arabe.
Sono invece dotate di un'irresistibile propulsione verso sud le popolazioni di lingua indoeuropea, provenienti dall'arco esterno della Mezzaluna Fertile. Insieme alle popolazioni semitiche, tali nuovi apporti eroderanno nel tempo popolazioni di altra radice (né semitica, né indoeuropea) in qualche modo comune: si tratta dei Sumeri, degli Elamiti e degli Hurriti e altri di cui non possediamo sufficiente documentazione. Questa fascia linguistica verrà assorbita dagli altri due gruppi, anche se resisterà più a lungo in alcune nicchie, come l'Armenia e la Transcaucasia.

### Il "problema sumero"
Essendo quella sumerica la prima civiltà del contesto mesopotamico di cui si possiede una documentazione scritta, non è facile avanzare ipotesi sostenibili sul momento di arrivo dei vari gruppi etnici (individuati attraverso l'onomastica e la lingua).
Le più antiche tavolette contabili (con registri di mercanzie, ore di lavoro etc.) provengono da Uruk e da Gemdet Nasr: a queste seguono quelle di Ur, mentre più tarde sono quelle di Shuruppak (che peraltro contengono anche frammenti letterari ed elenchi lessicali, che le confermano come tarde). Quelle di Shuruppak sono certamente in lingua sumera, così come quelle, collegate alle prime, che provengono da Uruk I (e quasi la stessa certezza c'è a proposito di quelle provenienti da Uruk II e III, collegate a quelle di Gemdet Nasr). Quelle di Uruk IV, di un livello dunque più profondo, sono prive di elementi sillabici, per cui in questo caso identificare la lingua risulta impossibile senza paralleli analogici con i registri contabili più antichi di Shuruppak. In ogni caso, il contesto della cultura materiale di Uruk IV è certamente sumero, il che confermerebbe il primato sumero della scrittura. Nonostante un legame con la lingua hurrita e con quella di Urartu, la lingua sumera rimane isolata per grammatica, lessico e sintassi.

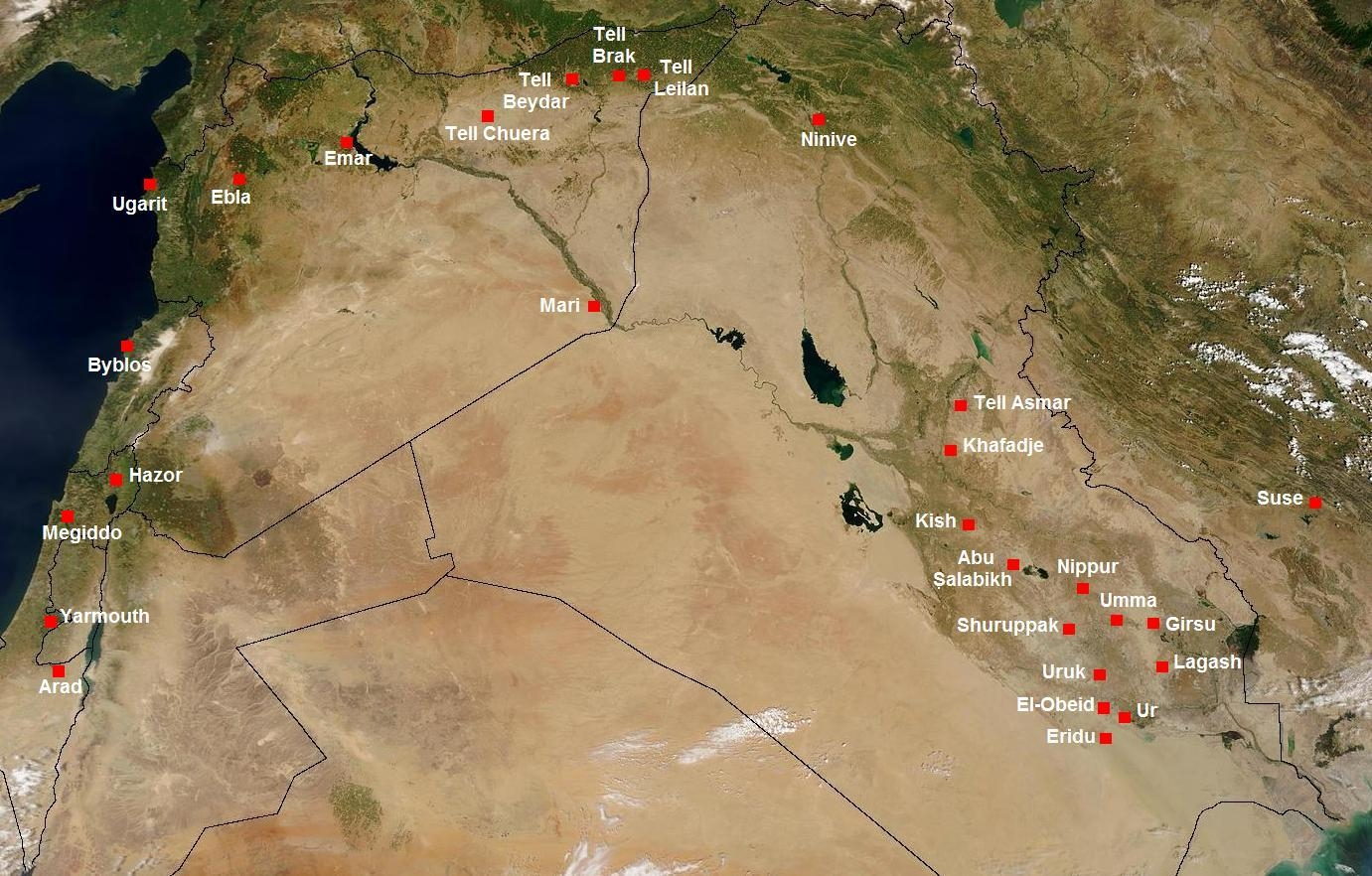
La Mesopotamia protodinastica (i confini indicati sono quelli attuali: al centro l'Iraq; in senso orario, dal basso: Arabia Saudita, Giordania, Israele, Cisgiordania, Libano, Siria, Turchia, Iran). A nord di Mari, nel "corno" est dell'odierna Siria, si apre il "triangolo del Khabur", il "paese alto", con l'importante sito di Tell Brak

Alcuni ritengono che il sumero pervenutoci sia in effetti la somma di una lingua sumera vera e propria integrata da una lingua pre-sumera che ha funto da sostrato e da prestiti semitici. A questa popolazione autoctona pre-sumera spetterebbe il primato dell'invenzione della scrittura. Secondo Liverani, tale sostrato è probabilmente connesso all'area iranica (come suggerisce il fatto che il sumero sembra aver adottato parole relative ad alcune «funzioni produttive di base, quelle [...] che caratterizzano uno stadio calcolitico, anteriore alla prima urbanizzazione»): si tratta del lessico dell'agricoltura, della lavorazione della ceramica e del cuoio, mentre è sumero il lessico relativo alla navigazione, all'allevamento, alla scultura, alla glittica, alla scrittura, all'agrimensura, alla gioielleria, all'istruzione e al diritto.

#### La contrapposizione etno-linguistica tra Semiti e Sumeri
È, del resto, difficile distinguere l'ethnos sumero anche per quel che riguarda le epoche successive: sappiamo che l'alluvio mesopotamico non è stato sempre abitato (solo i lavori di canalizzazione lo permisero), ma nel complesso è difficile stabilire se i Sumeri siano gli uomini di Ubaid o di Uruk e se il loro arrivo sia l'effetto di una migrazione o di una lenta penetrazione. Quel che è certo è che le culture materiali di Ubaid e Uruk non sono "importazioni" dall'esterno, ma piuttosto il prodotto di una evoluzione in loco, legata intimamente al rapporto con quel territorio. E altrettanto difficile in corso di tempo risulta una distinzione netta tra tratti culturali semiti e tratti culturali sumeri: «il progresso tecnologico va attribuito alla popolazione nel suo complesso».
(Liverani 2009, p. 168)
Analogamente, per Luigi Cagni l'intera civiltà mesopotamica è:
(Luigi Cagni, La religione della Mesopotamia, in Storia delle religioni. Le religioni antiche, Laterza, Roma-Bari 1994)
Dal punto di vista religioso Luigi Cagni osserva che:
(Luigi Cagni, La religione della Mesopotamia, in Storia delle religioni. Le religioni antiche, Laterza, Roma-Bari 1994 pp. 126 e sgg.)
Il dibattito sul rapporto culturale tra Sumeri e Accadi è antico e resta aperto: nel 1971 Franz R. Kraus ritenne che le due lingue diverse non si riferivano necessariamente a differenti origini etniche e che i testi sumerici e accadici indicano una medesima civiltà, quella babilonese. Diversamente, nel 1972, Giovanni Pettinato, concluse, in base alle analisi delle rispettive mitologie, che le due civiltà erano invece certamente diverse e incompatibili per «principi e ideali». Nel 1991 Wilfred G. Lambert ritenne che tali mitologie avevano molti elementi in comune e che quindi avrebbe avuto più senso considerarle espressione della medesima cultura. Gli studi più recenti, compiuti da Piotr Steinkeller e Jean-Marie Durand, giungerebbero alle stesse conclusioni di Pettinato, confermando una mitologia sumerica totalmente differente da quella semitica. Per queste ragioni, Giovanni Pettinato conclude che le culture sumerica e accadica vadano esaminate separatamente, unico metodo che ci consentirebbe di verificare le coincidenze e gli scambi avvenuti tra queste due diverse civiltà.
In ogni caso, la frammentazione linguistica era un dato evidente anche alle popolazioni dell'epoca: la presenza di una lingua elamica, di una lingua hurrita e di un linguaggio semitico ma non accadico (prima eblaita, poi amorreo, cioè martu) sono elementi del contesto peri-mesopotamico che si aggiungono alla stessa frammentazione mesopotamica: quella dell'interprete è una funzione riconosciuta già nella Mesopotamia del III millennio, ma esistevano anche sorte di dizionari plurilingue. Gli antichi cercarono essi stessi di assestare una spiegazione organica della pluralità delle lingue: i Sumeri supponevano una lingua unica di partenza, collocata in un passato mitico e storicamente realizzatasi in diverse forme, mentre gli Accadi proporranno una sorta di sistemazione collegata al contesto geopolitico (elevato ad assetto cosmico), che vede l'accadico come lingua centrale (con Akkad effettivamente centro politico maggiore), l'elamico a est, il sumerico a sud, l'amorreo a ovest, il subareo a nord (il paese di Subartu, la futura Assiria).

## Tecnologia
| Schema cronologico dello sviluppo tecnologico |                      |                                                  |                                                     |                                                        |
| 8000                                          | Allevamento          | Agricoltura                                      | Edilizia Artigianato                                | Registrazione                                          |
| 7000                                          | caprini ovini, suini | cereali, leguminose                              | mattoni crudi intonaco, drenaggio                   | primi contrassegni                                     |
| 6000                                          | bovini, suini        |                                                  | metallo martellato tessitura (lana) ceramica a mano |                                                        |
| 5000                                          |                      | lino                                             |                                                     | primi sigilli a stampo                                 |
| 4000                                          |                      | irrigazione in alluvio aratro a trazione animale | metallo fuso                                        |                                                        |
| 3500                                          |                      | vite, ulivo palma da datteri                     | rame arsenicato                                     | cretule e contrassegni                                 |
| 3000                                          |                      | canalizzazione estensiva                         | ceramica al tornio bronzo                           | sigilli a cilindro pesi e misure scrittura logografica |
| 2500                                          |                      |                                                  |                                                     | scrittura sillabica                                    |
| 2000                                          |                      |                                                  | mattoni cotti                                       |                                                        |
| 1500                                          | cavallo              |                                                  | vetro                                               |                                                        |
| 1000                                          | cammello, dromedario | irrigazione in altura terrazzamenti              | ferro                                               | alfabeto                                               |
| 500                                           |                      | cotone                                           |                                                     |                                                        |

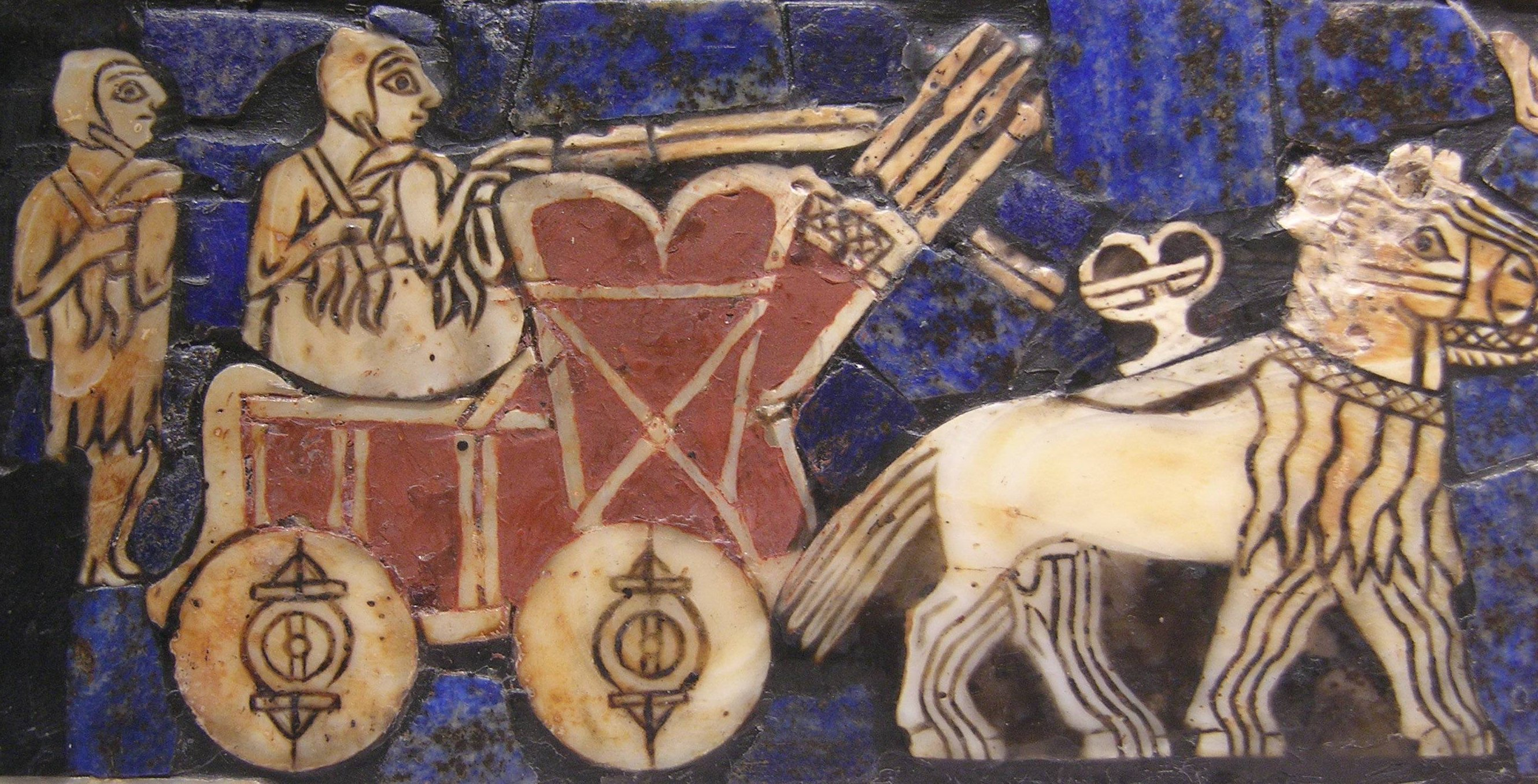
Carro a ruote piene (dettaglio dello stendardo di Ur, metà del III millennio a.C.)

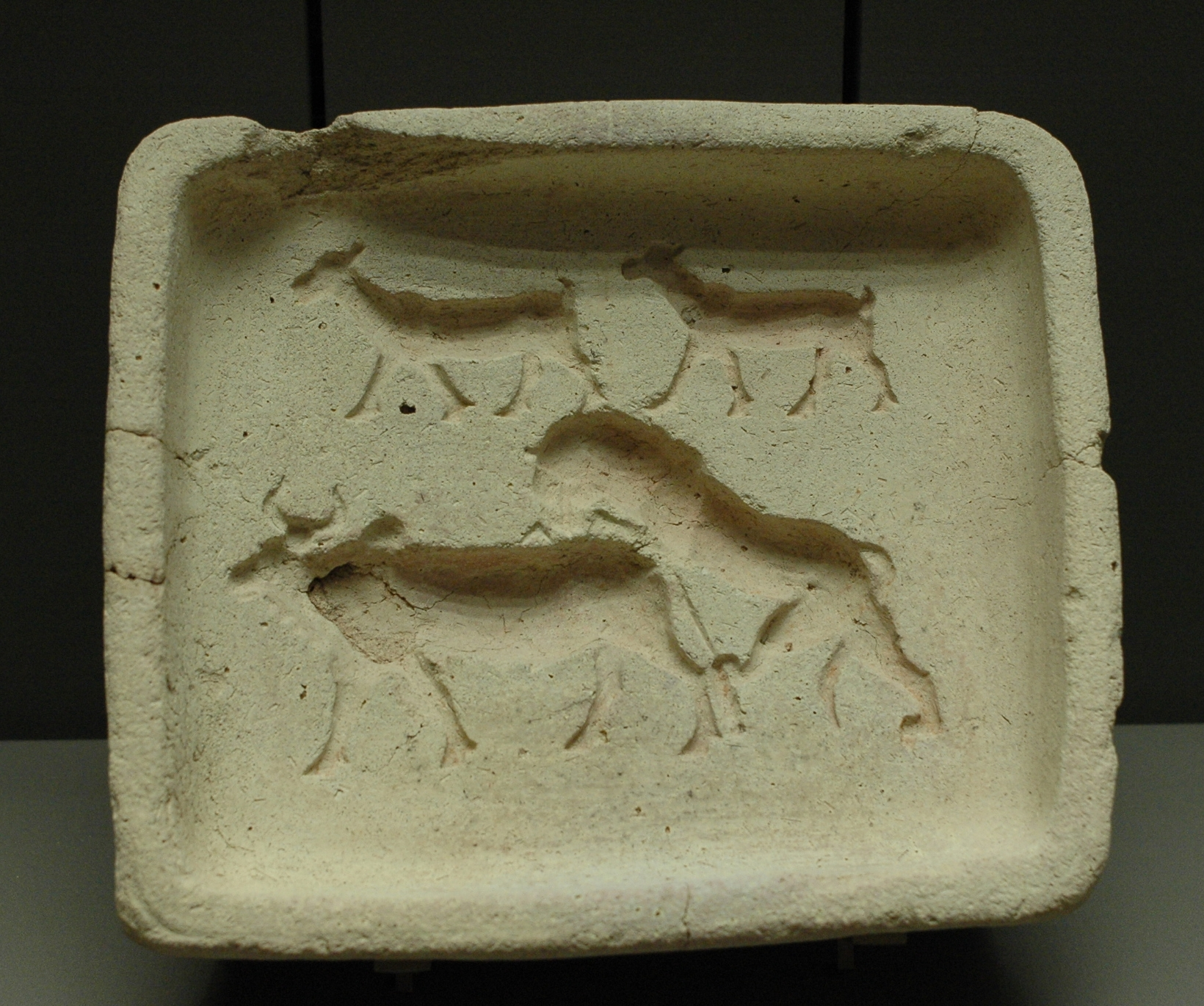
Formella per il pane, che rappresenta due capre e un leone che attacca una mucca (terracotta risalente all'inizio del II millennio a.C., dal palazzo reale di Mari)

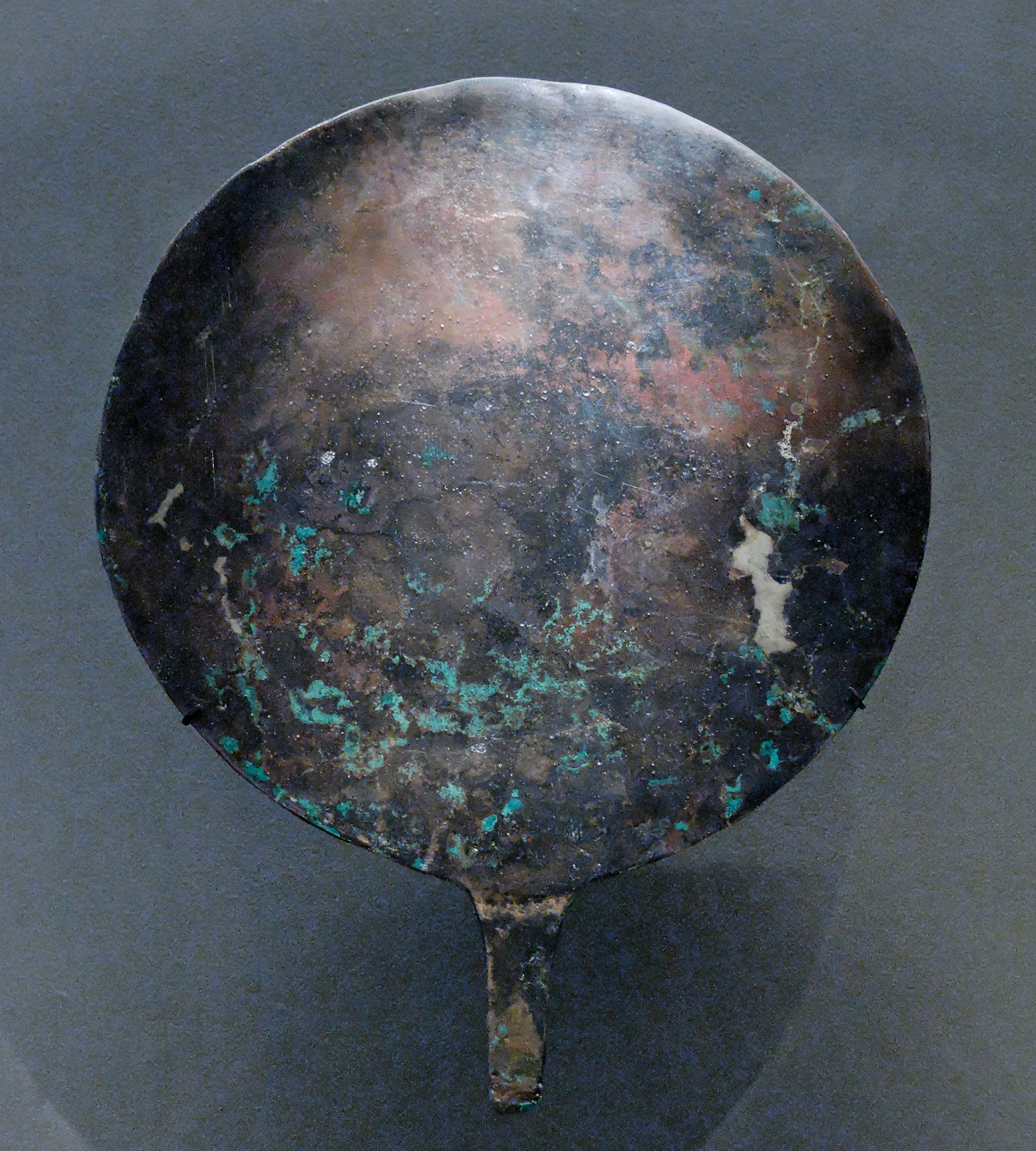
Specchio in bronzo risalente ai secoli XIII-XII a.C., trovato nella tomba 236 a Mari e oggi conservato al Louvre, Dipartimento di antichità orientali

Le scansioni fondamentali dell'innovazione tecnologica sono tre. Rispetto ad esse, la centralità del Vicino Oriente va considerata con dei distinguo:
- La prima scansione è di lunga durata e consiste nella cosiddetta "rivoluzione neolitica": vengono messe a punto i fondamenti delle tecniche di produzione del cibo (agricoltura e allevamento), lo strumentario ad esse connesso (attrezzi e recipienti), i luoghi dell'abitazione (le case e la loro disposizione e interconnessione nei villaggi).[64] Tale fase coinvolse zone anche diverse dal Vicino Oriente e diverse furono le strategie adottate[65].
- La seconda è la cosiddetta "rivoluzione urbana", che si situa all'inizio dell'età del bronzo: vengono gettate le basi delle tecniche di registrazione dei dati (il cui culmine è la scrittura cuneiforme), delle tecniche artigiane specializzate, della produzione in serie (cui si connette l'allargamento dell'"orizzonte abitativo"), delle strutture politiche di gestione e organizzazione (lo "Stato cittadino").[64] Il polo classico della Bassa Mesopotamia viene man mano affiancato da altri poli[65].
- La terza si situa tra la fine dell'età del bronzo e l'inizio dell'età del ferro: si sviluppano e diffondono l'alfabeto (la scrittura viene cioè distinta dalla lingua) e la metallurgia del ferro (con il suo carattere "orizzontale": l'attrezzatura per lavorarlo è meno articolata che per il bronzo e il minerale ha una diffusione più fitta[19]).[64] Dalla Bassa Mesopotamia il fulcro innovatore si sposta verso ovest (Anatolia, Siria, Palestina)[66], esaltando il ruolo di contesti geografici meno spiccatamente urbani[64]. Si diffonde il cavallo (usato con il carro leggero, ora munito di ruote a raggi e trazione a giogo, diviene presto protagonista delle battaglie)[67] e muta la concezione della regalità[68]. In questa fase, il Vicino Oriente è ormai inserito in contesto culturale più vasto che in passato[65].

Per tracciare schematicamente la linea dello sviluppo tecnologico e associarla a dei luoghi privilegiati, si può indicare nelle zone di interfaccia ecologicamente complementari le sedi chiave della scansione neolitica; nelle città le sedi chiave delle evoluzioni dell'età del bronzo (amministrazione templare-palatina della produzione); nelle rotte commerciali (marittime e carovaniere) il "luogo" dell'emergere dell'età del ferro.
È importante comprendere che, accanto alle botteghe palaziali (luogo privilegiato dello sviluppo tecnologico antico, con gli artigiani che, investiti a tempo pieno, si rendono "manodopera specializzata" di un committente pubblico quali sono il palazzo e il tempio) vi sono ambiti di sviluppo tecnologico marginali (sia perché al di fuori del contesto urbano, sia perché privi di quella propulsione diretta alla produzione seriale). Tali ambiti, a dispetto della loro marginalità, sono massimamente importanti per comprendere la storia della tecnologia antica: nel tempo, essi renderanno disponibili stadi preparatori di alcune tecnologie, in modo che i contesti urbanizzati le scelgano come vie maestre, e si proporranno comunque come latori di soluzioni alternative. Valga l'esempio dell'allevamento: a fronte dei numerosi tentativi di addomesticamento, l'economia palaziale approfitterà di quanto già portato a termine nel periodo neolitico, concentrandosi sull'allevamento di caprovini. Quando, molto più tardi, verso la fine dell'età del bronzo, compare il cavallo (e, successivamente, il cammello e il dromedario), esso è stato nel frattempo addomesticato in un contesto marginale mai venuto meno o superato. Altrettanto accade con la metallurgia: il villaggio calcolitico predispone i fondamenti della fusione e sperimenta le prime leghe, mentre l'economia palaziale si orienta decisamente verso il bronzo. Più in avanti, l'emergere dell'industria del ferro sarà legata alle nuove sperimentazioni sviluppate in contesti marginali di ricerca.
Da un lato si ha quindi una tendenza alla selezione e alla specializzazione. Dall'altro, una propensione a diversificare i tentativi, a sperimentare. Sono strategie interconnesse, ma socialmente e topograficamente assai distinte.

### I metalli
La scoperta del rame è di poco precedente il 3000 a.C. ed interessò un'area molto vasta, dall'Egitto all'India: si trattò di una scoperta fondamentale, poiché permise l'elaborazione di manufatti molto più raffinati e funzionali rispetto ai corrispettivi in pietra, legno o osso. Successivamente fu scoperto lo stagno, che usato insieme al rame permise di produrre la lega detta bronzo. Le prime leghe di bronzo vicino-orientali risalgono alla prima metà del III millennio a.C. Il ferro si impose poi intorno al 1000 a.C.
Lo sviluppo di una industria metallurgica è legato per molti versi allo sviluppo delle città, sia perché l'eccedenza di cibo poté sottrarre manodopera ai campi e sostenere la presenza di fabbri specializzati, sia perché il commercio dei grandi centri urbani (sviluppato soprattutto su vie d'acqua) era soprattutto inteso al recupero di materie prime non disponibili, in particolare di metalli.

### Pesi e misure

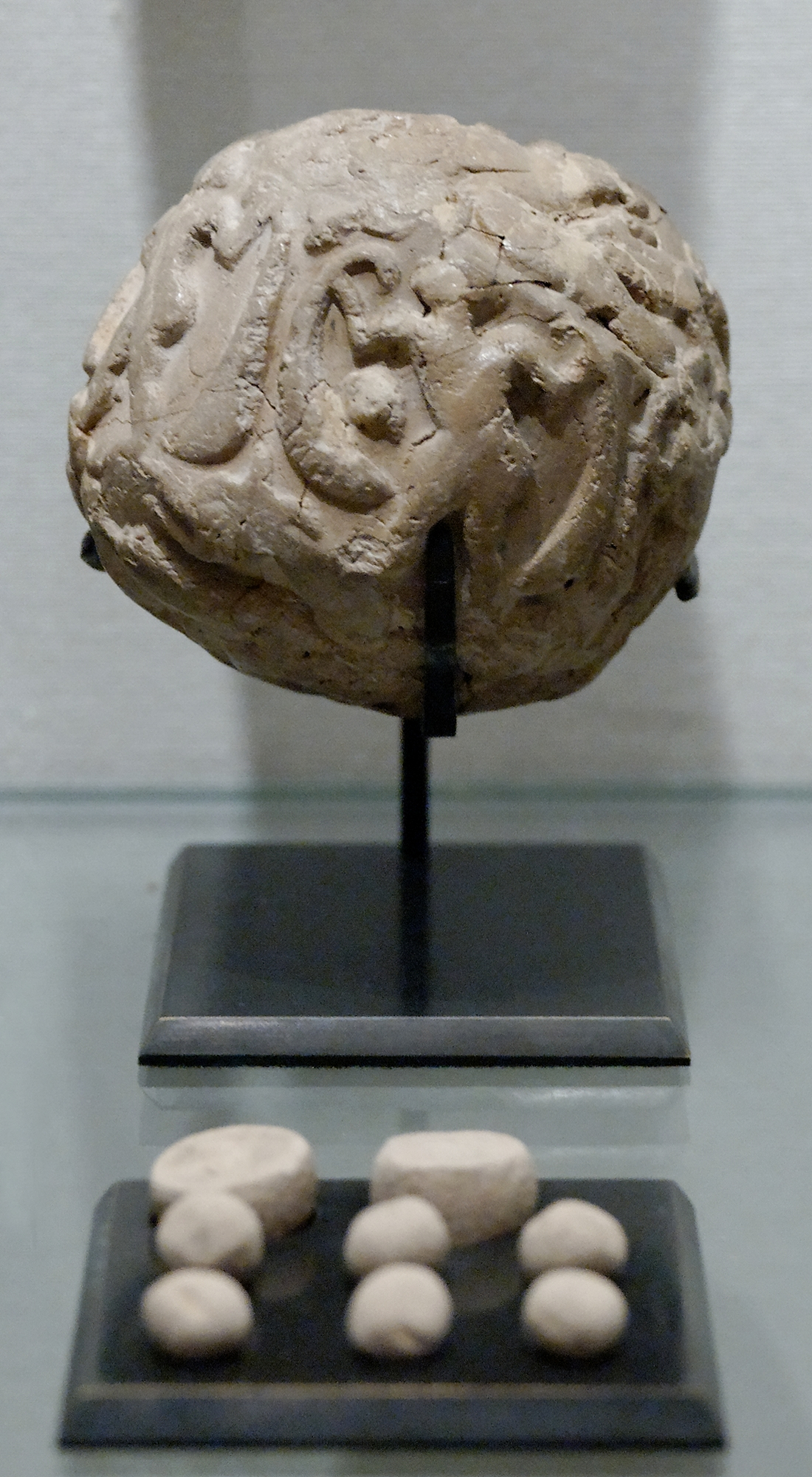
Bulla globulare di argilla con una raccolta dei gettoni di contabilità (Periodo di Uruk, ca. 4000-3100 a.C.), dal tell dell'acropoli di Susa (Elam)

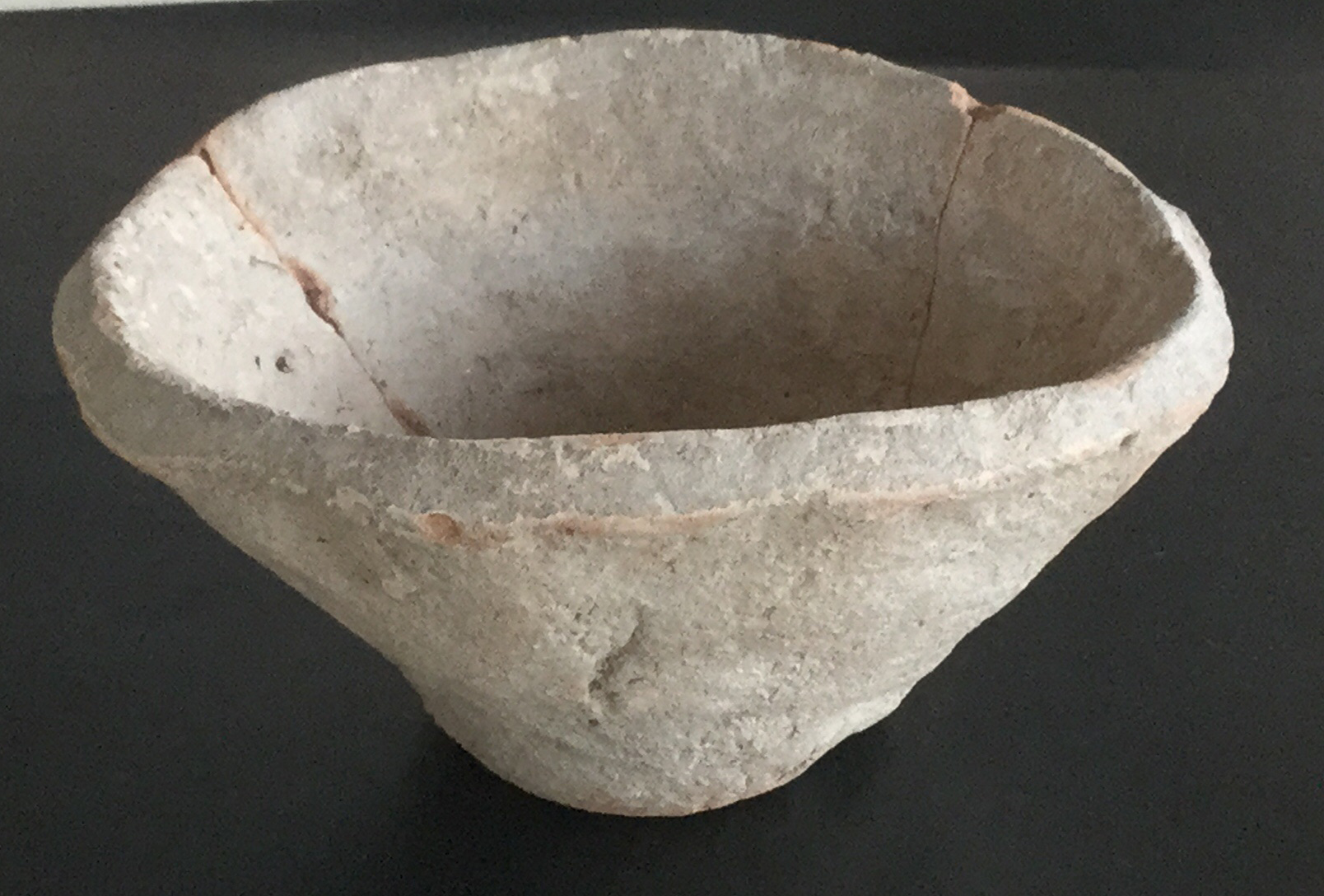
Una bevelled-rim bowl del periodo di Uruk, ca. 3400-3200 a.C., da Habuba Kabira, Siria

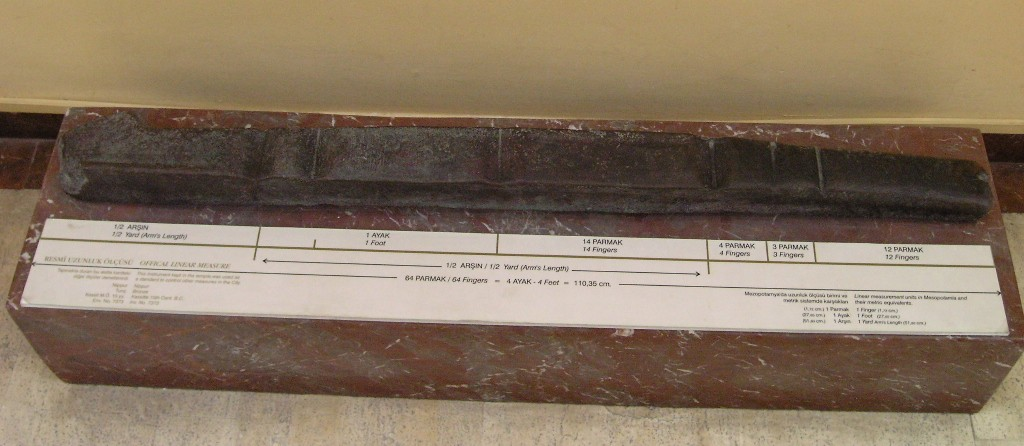
Un esemplare del cubito di Nippur risalente al III millennio a.C. (Museo Archeologico di Istanbul)

La standardizzazione di pesi e misure avviene ad opera delle "grandi organizzazioni" verso la metà del IV millennio a.C. Fino ad allora erano state usate misure "ancorate ad elementi antropomorfi", come il pollice, il palmo, il cubito, il piede, il talento (inizialmente corrispondente al carico di una persona), ma anche il carico di un asino. Queste unità di misura non garantivano però nessuna uniformità o confrontabilità, per cui si cercò di ancorarle ad un sistema numerico, che, essendo basato sui moltiplicatori di sei e dieci, viene oggi definito come sessagesimale.
Il sistema di corrispondenze dei pesi prevedeva le seguenti equivalenze:
- 1 talento = 60 mine = 3600 sicli[74]

Gli esemplari recuperati dagli archeologi sono modelli, campioni di pietra dura che venivano custoditi dall'amministrazione statale, mentre sono andati perduti quelli deperibili effettivamente usati. I modelli per i pesi minori (sicli e, più raramente, mine) sono archeologicamente più diffusi.
Per quanto riguarda le misure della capacità dei recipienti, esse sono state ricavate dalle medie dimensioni dei contenitori rintracciati dagli archeologi.
Solo dopo aver standardizzato pesi e misure fu possibile operare un'ulteriore standardizzazione, quella della comparazione dei valori, in modo da rendere commensurabili i diversi tipi di merci, il lavoro umano, il tempo speso, l'estensione dei terreni. Naturalmente, una prima serie di criteri già disponibili per abbozzare una misura del valore di ciascun elemento consisteva nell'accessibilità delle materie, nella necessità (quindi, nella domanda), nel tempo impiegato a produrre un determinato bene o servizio e, quindi, nel lavoro impiegato. "Tutti questi rapporti sono soggettivi e anche variabili: rendono possibili scambi reciprocativi", ma nell'ottica delle "grandi organizzazioni" essi devono essere resi stabili e controllabili. Risulta evidente l'impossibilità di memorizzare equivalenze tra tutti i tipi di beni e servizi, per cui le "grandi organizzazioni" optano per la standardizzazione delle equivalenze di tutti i beni e i servizi in rapporto solo a certe merci, che finiscono per giocare il ruolo di merce-misura. Le merci-misura mesopotamiche sono l'orzo e l'argento (assai più raramente il rame).
- L'orzo è presente in concreto nella maggior parte delle transazioni effettivamente condotte e ha basso valore unitario.
- L'argento è invece raro, è ritenuto prezioso, viene tesaurizzato.

Scelte le merci-misura per la comparazione dei valori, esse vanno ancorate al sistema numerico. Naturalmente, le corrispondenze devono distinguere tra misure di peso (per lana e metalli), di volume per aridi (i cereali), di volume per liquidi (l'olio). Generalmente, il sistema standard mesopotamico prevede le seguenti equivalenze:
- 1 siclo d'argento = 1 gur[77] di orzo = 6 mine di lana = 12 litri di olio[76]

Anche le stagioni vengono ancorate al sistema sessagesimale: l'anno misura 360 giorni, distribuiti in 12 mesi. Questo sistema è giunto alla modernità con alcuni importanti aggiustamenti. Quando anche il tempo è iscritto nel sistema sessagesimale, risulta facile predisporre corrispondenze tra razione giornaliera, mensile, annuale, misurandola anche con diversi beni (ad esempio, una razione di un litro di olio al mese corrisponde ad un siclo di argento l'anno).
Le razioni che compensano il lavoro sono diversificate in rapporto al lavoratore: all'uomo adulto andrà una razione giornaliera di 2 litri d'orzo (quindi 60 litri al mese), mentre per le donne è prevista una razione di 40 litri d'orzo al mese e per i bambini di 30 litri d'orzo al mese. L'olio viene distribuito mensilmente e la lana annualmente, risultando in tal modo coperti i fabbisogni basici della popolazione.

## I modi di produzione
I modi di produzione tipici dell'antico Oriente sono fondamentalmente due: il modo "palatino" e quello "domestico". Mentre il primo è specifico apporto della rivoluzione urbana, il secondo è residuale del periodo neolitico. Il primo è poi caratterizzato dalla concentrazione dei mezzi di produzione nelle mani di grandi organizzazioni (il palazzo o il tempio): i lavoratori sono dipendenti del centro direzionale e tendono a raggrumarsi in consorterie che hanno il loro fulcro nella specializzazione professionale (fabbri, vasai, scribi etc), mentre i beni vengono coinvolti in un movimento centripeto e poi redistribuiti. Il modo "domestico" sfugge a questa gerarchizzazione dei ruoli: nei villaggi non ci si specializza a tempo pieno come nelle botteghe palaziali.
Rispetto ai tempi in cui il modo "domestico" era l'unico, quando si afferma l'altro modo, l'antico viene ristrutturato e adattato alle esigenze delle botteghe centralizzate. Rispetto ai summenzionati schemi di rapporti di scambio (Polányi), quello reciprocativo è tipico del modo "domestico" (le famiglie, per quanto allargate, si impegnano in comune per raggiungere uno scopo), mentre quello redistributivo è tipico del palazzo e del tempio (le due istituzioni concertano, organizzano, gestiscono e preordinano il lavoro di produzione delle risorse, per poi redistribuire il prodotto al ventaglio della società, configurandolo come un compenso a fronte di un lavoro).

## Ideologia del potere

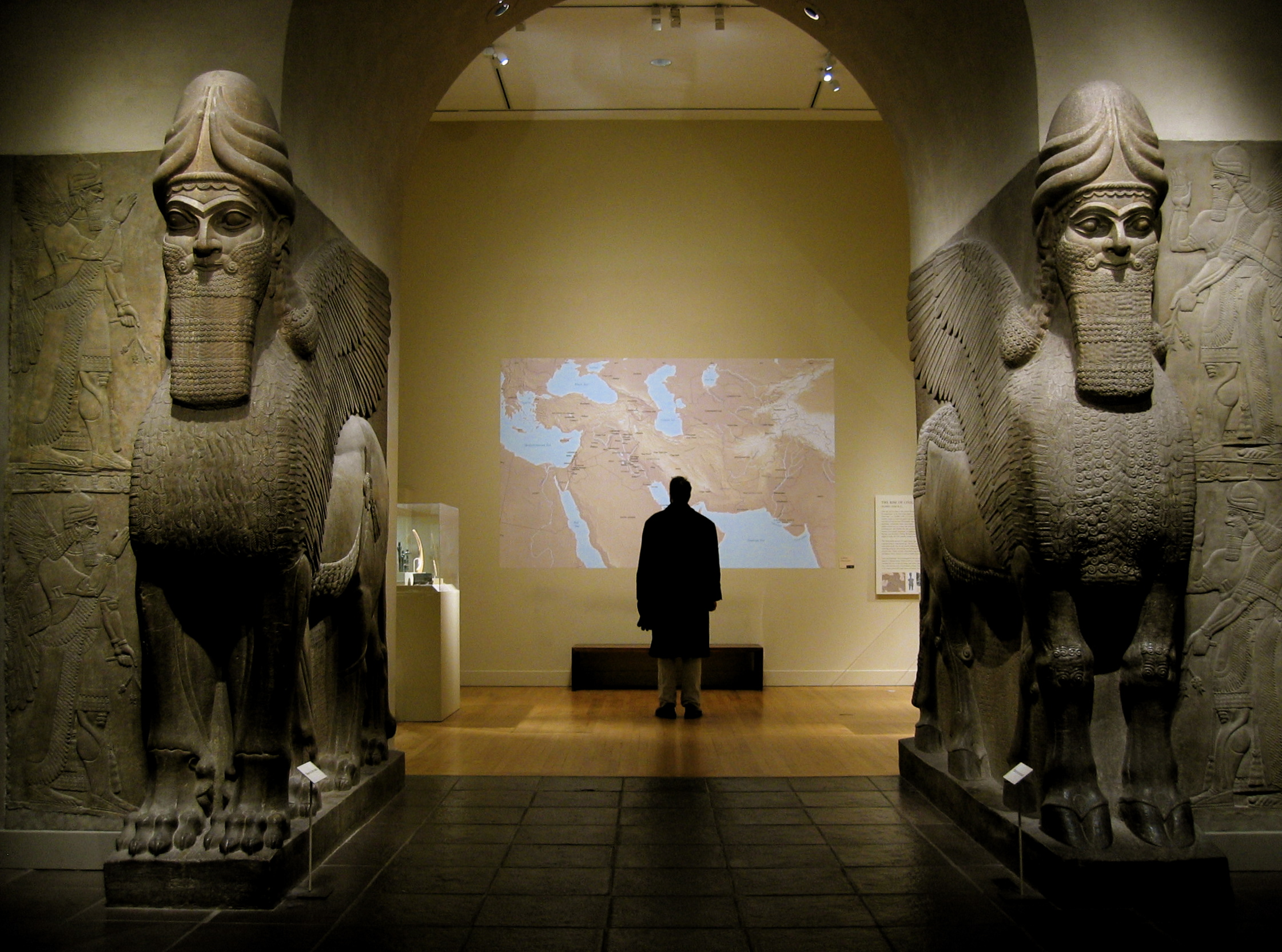
La porta di Ashurnasirpal II a Nimrud, capitale dell'Impero assiro nel IX secolo a.C., sorvegliata da due lamassu (Metropolitan Museum of Art, New York)

Se gli elementi ecologici, demografici, tecnologici ed economici danno conto dei processi di lunga durata, la storia evenemenziale (cioè quella basata sugli eventi puntuali e i loro protagonisti) viene di solito ricostruita attraverso le iscrizioni reali, le "cronache" e gli annali, e in genere da quella letteratura pseudo-storiografica che da esse prese spunto già fra gli antichi, non esclusa la letteratura eroico-sapienziale, con il suo valore fondativo. Anche in questo ambito, la storiografia del passato è caduta nell'equivoco di indicare alcuni elementi in questa varietà di testi come "testi storici", come se una storiografia in senso moderno esistesse tra gli antichi. In realtà, "questa letteratura non è «storica» né in senso soggettivo né oggettivo". Chi la compose, infatti, non intendeva operare una ricostruzione disinteressata dei fatti, mentre per i moderni tali testi non sono direttamente utilizzabili e, d'altra parte, essi non detengono neppure il primato dell'utilità, restando a disposizione una serie di dati materiali che spesso riescono a rendere interpretabili quegli stessi "testi storici" nel loro intento politico e propagandistico.
L'antico Oriente non si dota mai di un genere storiografico fine a sé stesso: le iscrizioni reali hanno sempre un intento genericamente politico, o in quanto celebrativo o in quanto "regolativo" (ad esempio, nel caso di intronizzazioni violente o comunque "irregolari", che abbisognino di particolari correttivi propagandistici). Esiste comunque un "senso della storia" antico, fondato su particolari "visioni del mondo", attraverso le quali gli antichi cercano di legare gli avvenimenti gli uni agli altri. Ma, a parte una certa disinvoltura nel mettere in serie diacronica eventi (e regnanti) che furono in realtà sincronici, è l'immaginario di base a risultare incompatibile con la storiografia moderna. Le iscrizioni reali "usano" i fatti storici, soprattutto nel momento in cui avviene la conquista della legittimità regale, cioè nel momento iniziale del potere. È un problema con cui tutti i governanti devono confrontarsi, in particolare se nella percezione del popolo e dei quadri direttivi tali acquisizioni si configurano come usurpazioni. Nelle giustificazioni accampate varia l'intensità dell'eccezione alla regola: per contrasto è possibile ricavare la concezione "normale" della regalità e dell'accesso al potere. È, in ogni caso, la capacità di mettere in pratica una politica che, più di ogni altra cosa, la legittima all'occhio degli antichi: pur superata la più difficile fase iniziale (a meno che non si tratti di mero subentro), i regnanti devono sempre aggiornare lo statuto della propria regalità, mostrando e dimostrando l'efficacia del proprio operato: a questo scopo, le guerre vengono dipinte come il tentativo estremo di riparare ad un torto; esiti incerti o non risolutivi vengono comunque dipinti come successi; la vittoria è una dimostrazione dell'appoggio ultraterreno. Per altro verso, quello delle transazioni commerciali, si tace sulle esportazioni e si magnificano le importazioni, a sottolineare il potere accentratore della capitale.
La celebrazione assume spesso i contorni della contrapposizione, tanto spaziale quanto temporale:
- Contrapposizione spaziale: la capitale è il centro, dove si raccoglie la civiltà, in contrapposizione alla periferia (quella dei montanari o le realtà agro-pastorali poco urbanizzate), che rappresenta il caos, l'incertezza della sussistenza, l'incapacità di irregimentare la guerra secondo i canoni di regolarità precostituiti (scelta del luogo e del momento, scelta dell'attaccante e del difensore, esclusione degli attacchi a sorpresa).
- Contrapposizione temporale: è tipico uno schema basato su tre tempi, con all'origine un tempo benefico, una sorta di età dell'oro (dall'apporto creatore degli dèi all'operato felice e riuscito dei primi re), cui si contrappone un frangente negativo, prontamente riparato nella terza fase, quella "fotografata" dall'iscrizione.[85]

Questo armamentario retorico va bene per le comunicazioni interne (il monopolio dell'informazione è totale: tanto il popolino quanto i quadri non sono in grado di approntare un paragone tra i diversi centri di potere). Quando invece ci si rivolge all'esterno, nel contesto diplomatico o commerciale, l'approccio è più meditato e improntato alla parità.
I testi scritti sono accessibili solo a scribi, amministratori e membri della corte: l'indottrinamento esercitato dal potere regale è diretto in questa forma alla classe dirigente e può essere costruito nelle forme più raffinate. Per tutti gli altri vigono altre forme di comunicazione, quali la diffusione orale, i rilievi (con la loro sintassi iconografica), le cerimonie. Tanto perde in precisione il messaggio, tanto guadagna in forza di penetrazione e allusività: il re che siede sul trono è legittimo ed efficace è il suo operato.

## Storia
| Schema cronologico generale del Vicino Oriente |
| ---------------------------------------------- |
|                                                |

## Religioni
Le civiltà antiche nel Vicino Oriente erano profondamente influenzate dalla loro credenze spirituali, le quali generalmente non distinguevano tra cielo (paradiso) e Terra. Oltre alla divinazione (capacità di predire il futuro), essi credevano in special modo che l'azione divina influenzasse tutte le vicende terrene. Nell'Antico Egitto e nella Mesopotamia venivano spesso scritti presagi, che rappresentavano i documenti degli eventi più importanti.